# 파계사
파계사(把溪寺)는 대구광역시 동구 팔공산에 있는 절로, 대한불교조계종 동화사의 말사이다. 주전각은 원통전이고, 본존은 관세음보살이다.
2023년 5월 4일부터 무료입장이 가능해졌다.

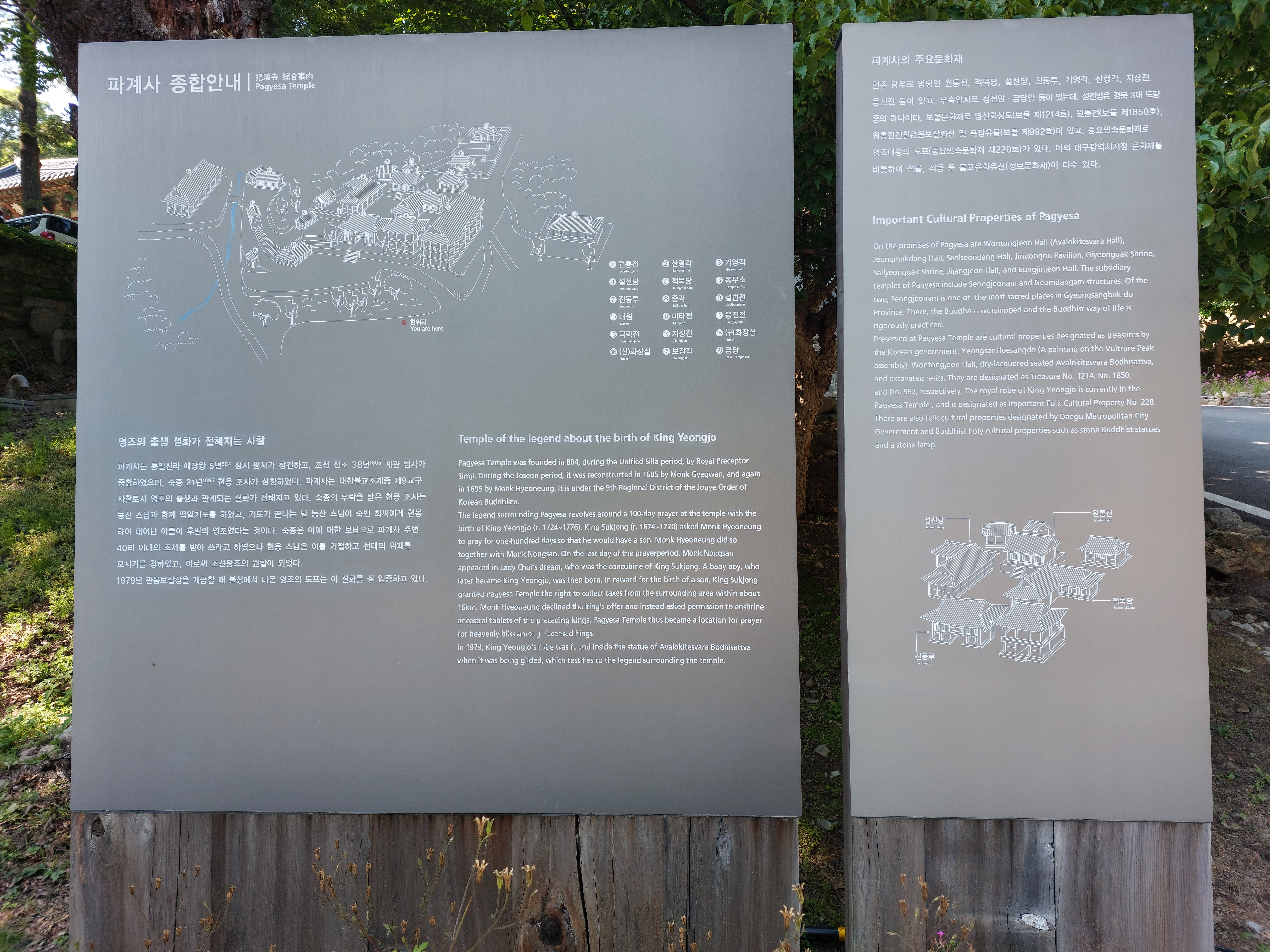
파계사 종합안내

## 이름의 유래
파계사 주위에는 물줄기가 9군데에 흐르고 있었다. 땅의 기운이 흩어지는 것을 방지하기 위하여 저수지를 파서 물줄기를 한 곳으로 모았다.
'파계'(把溪)는 '물줄기를 잡는다'란 의미이다. 현재도 저수지가 있는데, 면적은 크지 않지만 워낙 깊어 저수지가 검게 보일 정도이다.

## 조선 영조대왕의 설화명곡역
조선시대 숙종 때였다. 숭유억불 정책으로 파계사의 승려들이 양반들에게 불려가 고된 노역을 하느라, 승려들이 수행을 하지 못하고 있었다. 이에 파계사의 현응(玄應)대사가 숙종에게 탄원을 하러 서울에 갔다.
3년 동안 남대문 근처에서 잡일을 하였지만, 국왕을 만날 기회를 잡지 못하였다. 현응스님대사가 떠날려고 했던 날이었다. 내관이 찾아와서 숙종을 만나게 해주었다. 숙종이 남대문에서 용이 승천하는 꿈을 꾸었기 때문이다.
현응대사가 숙종에게 불교를 탄압하면 나라에 큰 인물이 나지 않는다고 했고, 숙종이 이에 세자를 얻기 위한 기도를 부탁했다. 현응대사가 친분이 두터웠던 삼각산의 농상스님과 100일 기도에 들어갔다. 하지만 현응대사가 보니 숙종에게는 아들이 없었다. 그래서 농상스님에게 나라의 스님들을 위해서, 숙종의 아들로 태어날 것을 권했다.
농상스님은 환생을 해서 영조가 되었다. 숙종은 이에 고마움을 표하고자 현응대사에게 파계사 주위 40리 토지의 세금을 모두 준다고 하였다. 그러나 현응대사는 이런 것은 필요 없고 선대왕들의 위패를 모시게 해달라고 하였다.
숙종은 파계사에 기영각을 만들어 선대왕들의 위패를 모셨고, 하마비를 세웠다. 이후 파계사를 양반들이 함부로 건드리지 못했다고 한다.
조선조에 정리된 《파계사사적기》를 따른다.
- 804년(통일신라 애장왕 5년) : 심지왕사에 의해 처음 창건되었다.

### 조선시대
- 17세기(조선 숙종) 시기 : 크게 중건되었고, 현존하는 전각 대부분이 이때 중수되었다.

### 대한민국
- 1979년 6월 : 파계사 원통전(금당)에 있는 관음보살상의 개금불사를 할 때였다. 관음보살상 안에서 영조가 실제 착용했던 도포가 나왔다.

## 주요 볼거리

### 원통전
원통전은 관세음보살을 모시는 전각이다. 관음전이라고 보면 된다.
파계사의 금당이기도 하다. 임진왜란으로 소실되었다. 이후 1605년(선조 38년)에 계관 법사에 의해 중건되었고, 1695년(숙종 21년)에 다시 수리되었다.
정면 3칸, 측면 3칸의 맞배지붕 양식으로 가구식 기단 위에 자연석을 그대로 주춧돌로 활용하여 둥근기둥을 올렸다. 내부 불단은 은해사 백흥암의 수미단과 같은 형태로, 불단 상부에 보개가 설치되어 있다. 전각 앞에는 당간지주와 석등이 좌우로 배치되어 있다.

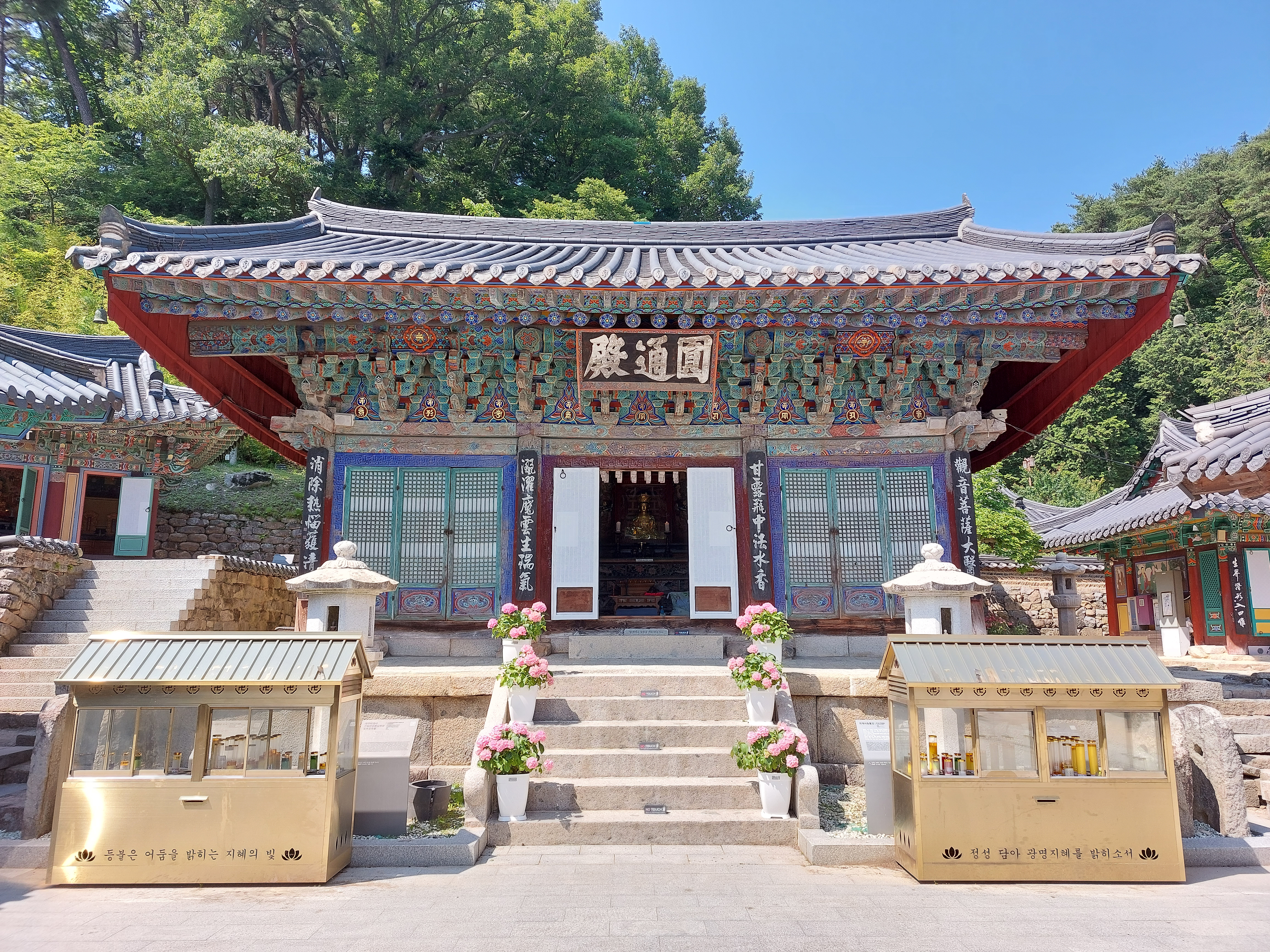
원통전 - 정면
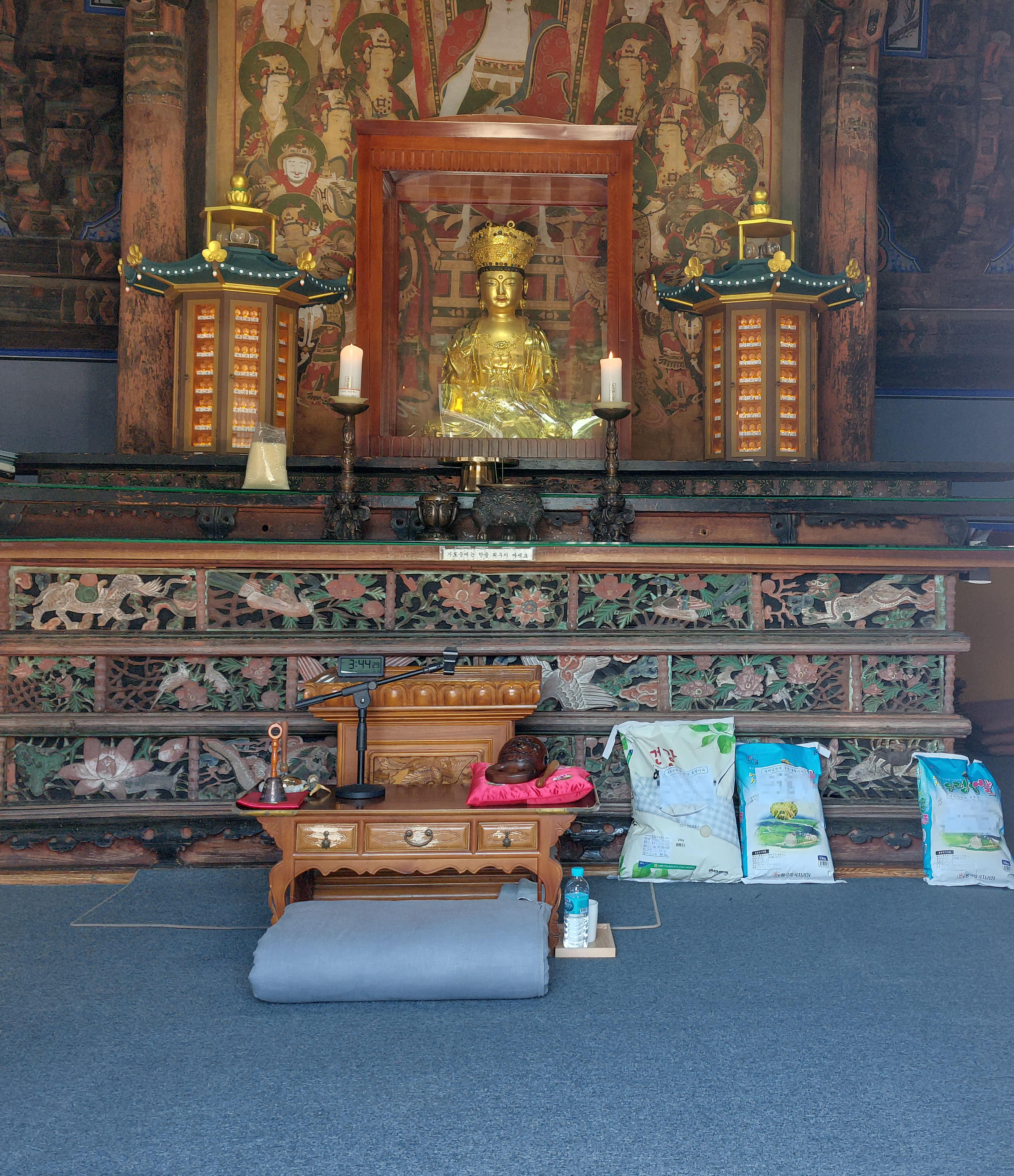
원통전 - 내부

### 진동루
파계사는 9갈래로 흩어진 물줄기를 모은다는 뜻으로 붙여진 이름이다. 진동루는 파계사라는 이름만으로도 9줄기 물의 기를 진압하기에 부족하다고 하여 지어진 건물이다.
조선 숙종 41(1715년)에 처음 지어졌고, 1970년과 1976에 두 차례의 보수를 거쳐 현재에 이르고 있다.

진동루 - 정면
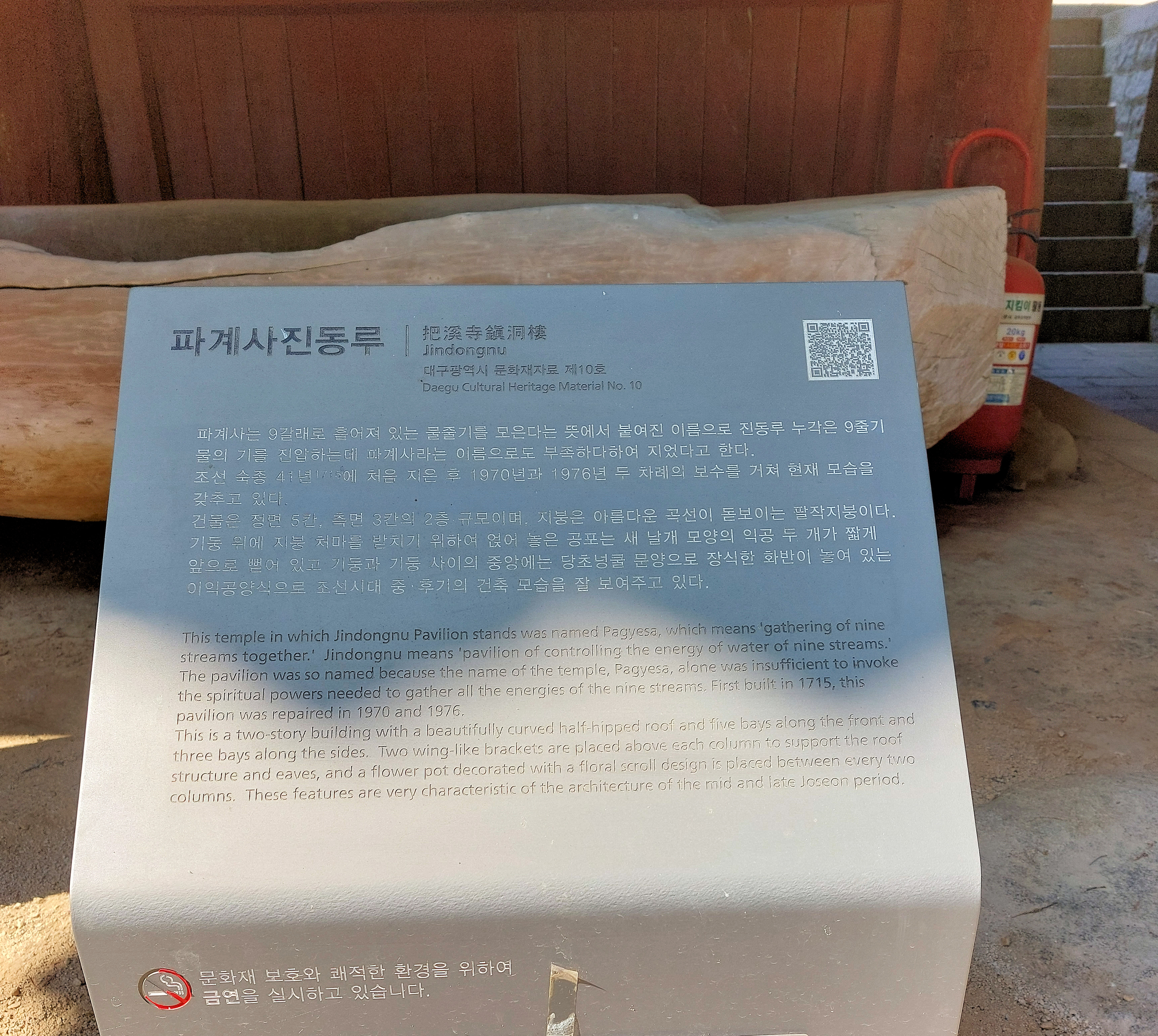
진동루 - 안내판

### 기영각
조선시대 왕의 위패를 모시기 위해 특별히 세워진 당우이다. 중앙에 주불을 중심으로 왼쪽에 숙종, 영조, 정조의 위패가 모셔져 있고, 오른쪽에는 파계사의 창건주 심지왕사, 대공덕 중창주 계관법사, 중흥조 현응당 영원대사의 위패가 있다.
건물 외벽에 벽화가 4점이 있는데, 숙종과 현응대사의 설화를 그린 것이다.
모셔져 있던 왕의 위패는 1910년 국권강탈로 서울로 옮겨졌다. 건물은 숙종 35년(1696년)에 성전암과 함께 건립되었다고 전하며, 1974년과 1983년에 두 차례에 걸쳐 보수 공사가 이루어졌다.
건물은 화강석으로 바른층 쌓기를 해 쌓은 기단 위에 정면 3칸, 후면 2칸 규모로 겯처마를 한 팔작지붕을 얹었다. 주심포계 양식을 보이면서 주두와 장식이 번잡하게 발달한 조선 후기의 공포 양식을 보여주는 좋은 예로 꼽힌다. 상부의 가구는 5량가인데도 우물천장으로 가렸다.

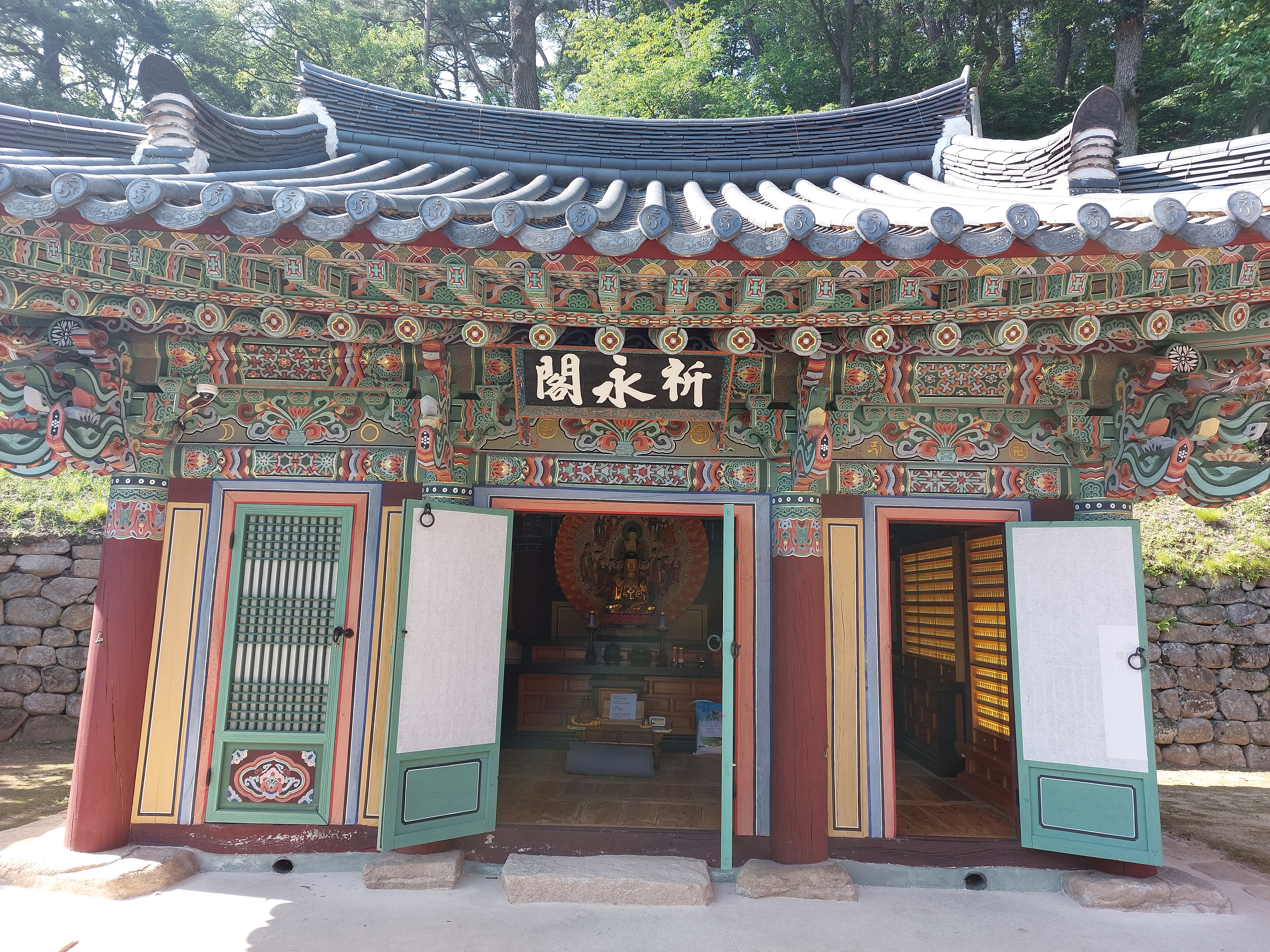
기영각 - 외부
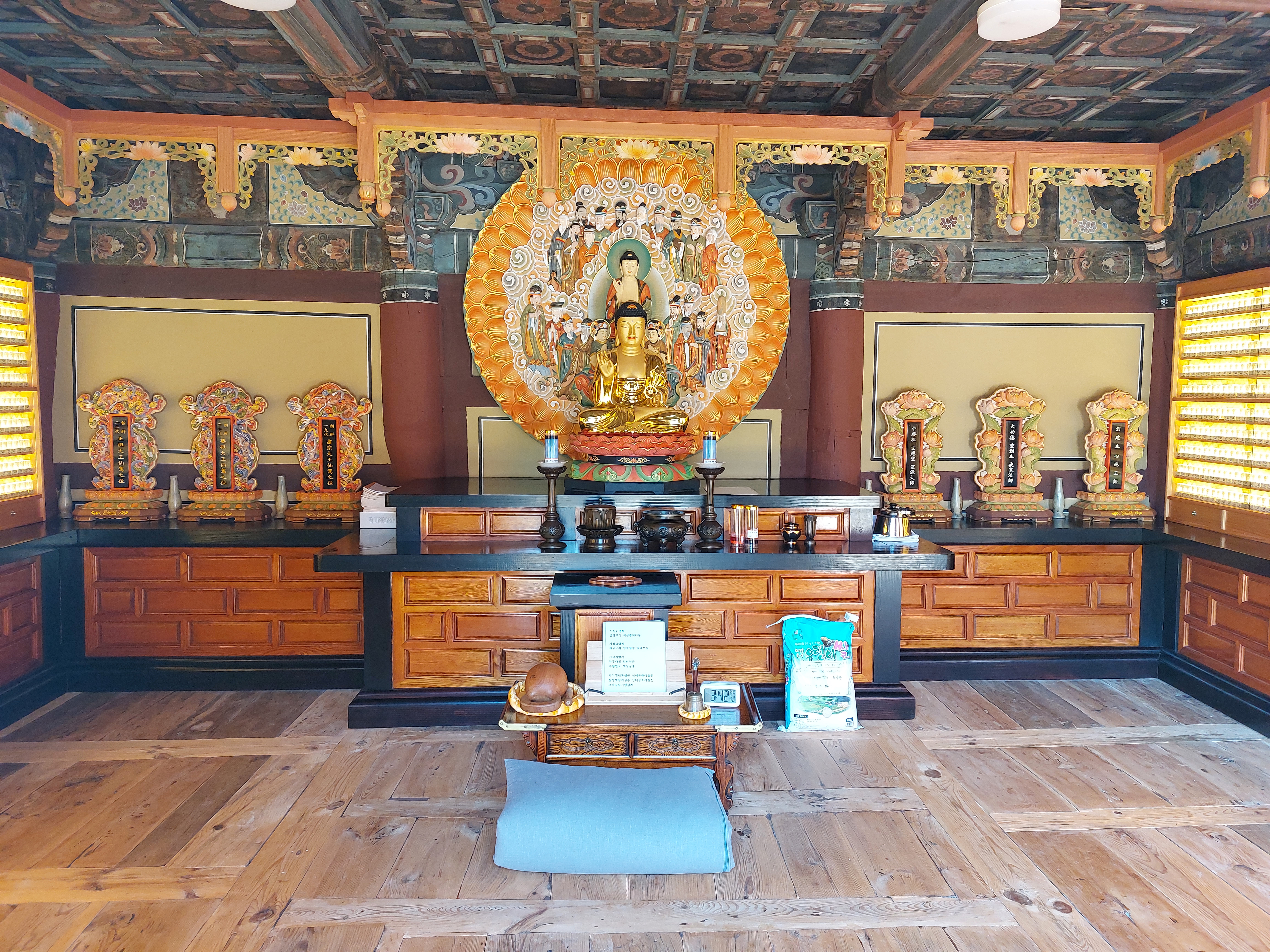
기영각 - 내부
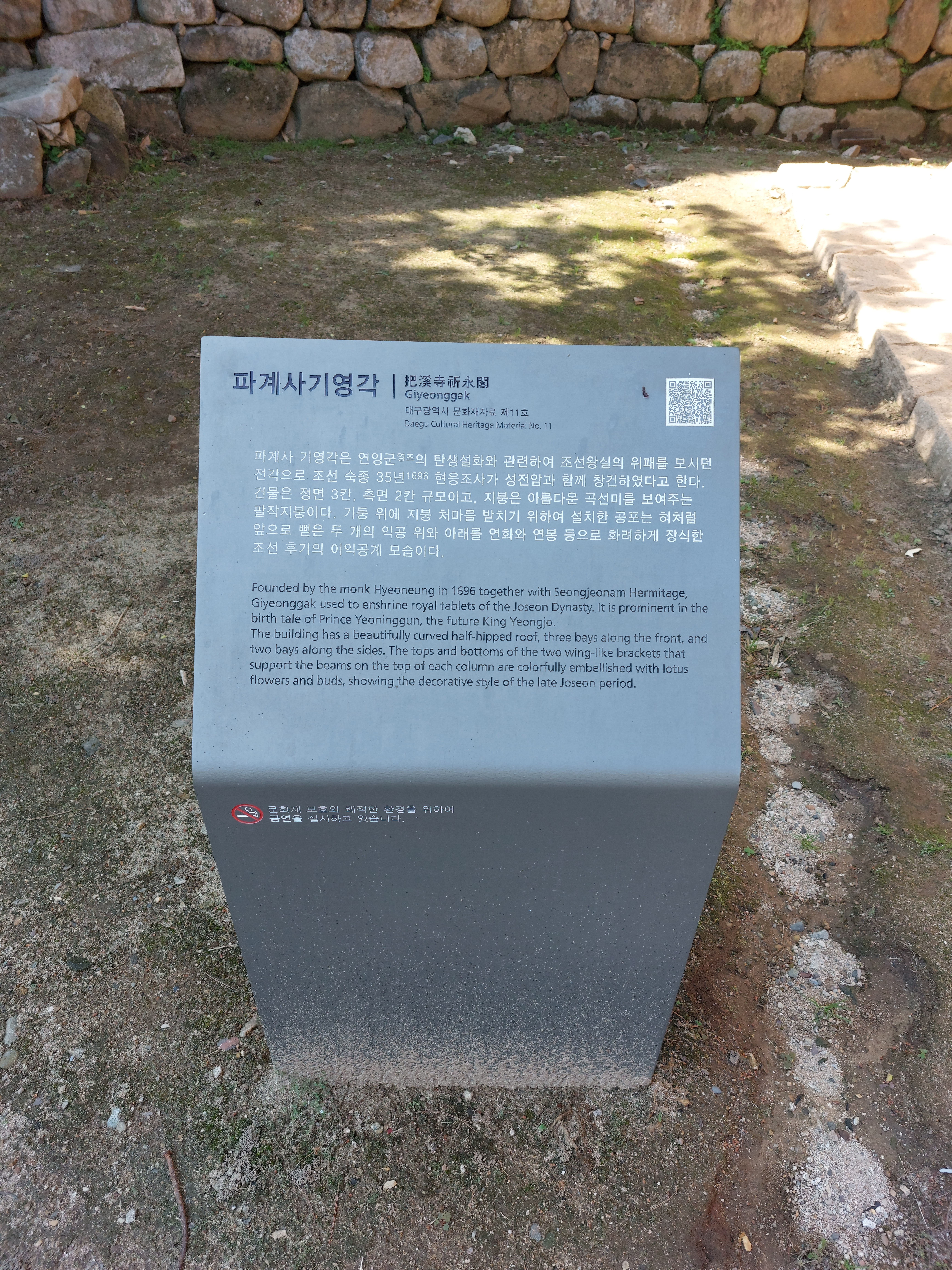
기영각 - 안내판
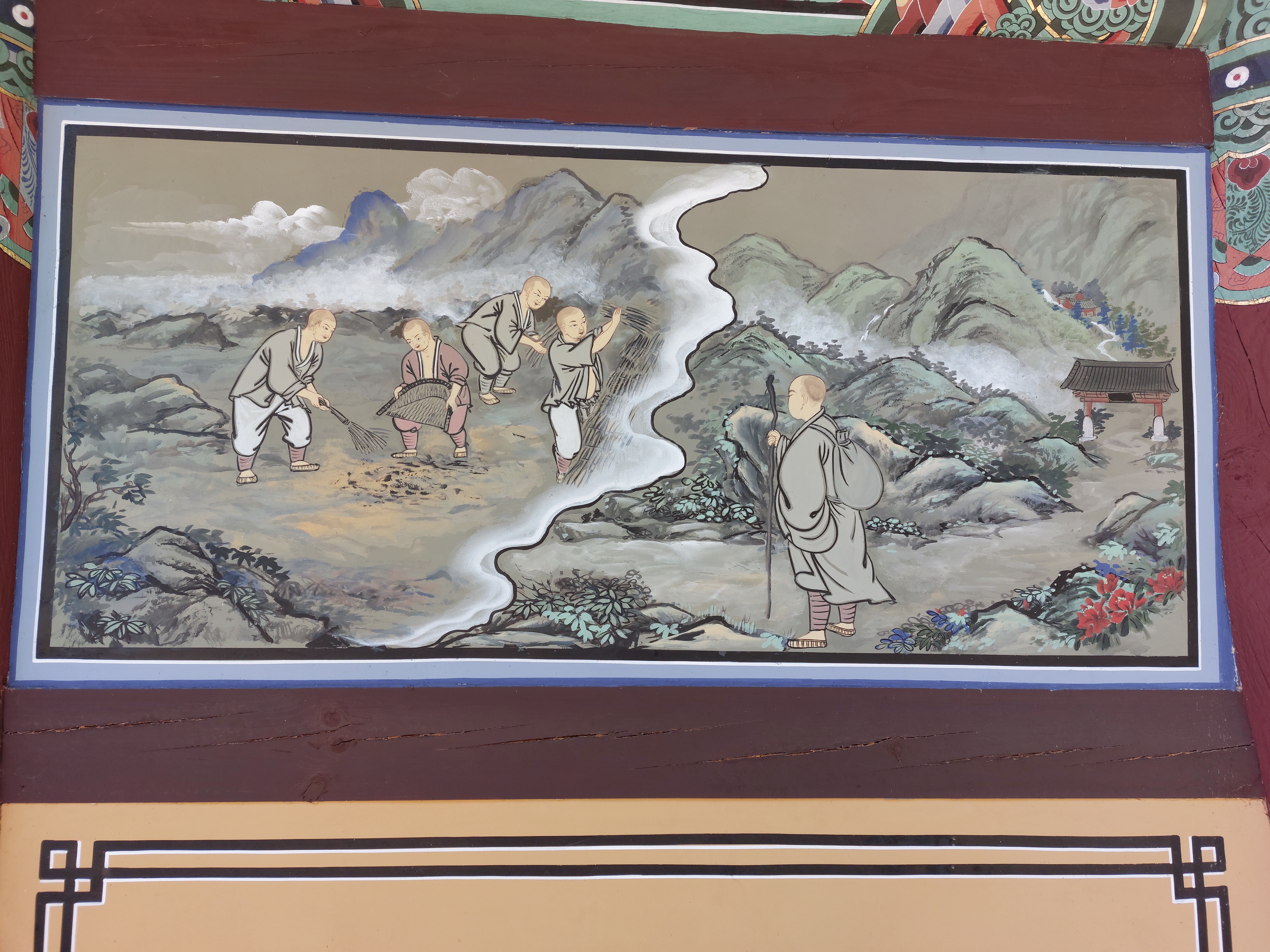
기영각 - 벽화 1
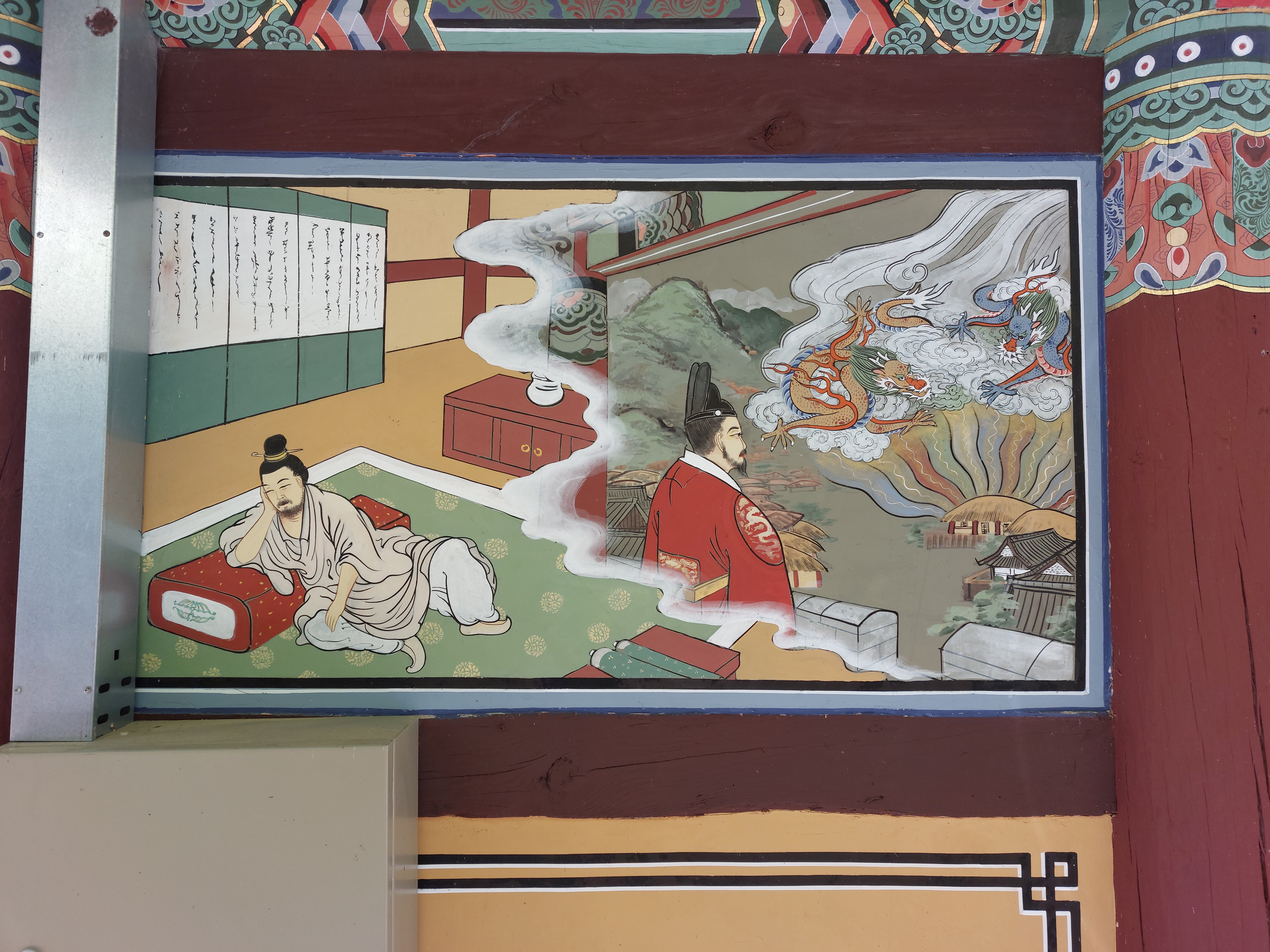
기영각 - 벽화 2
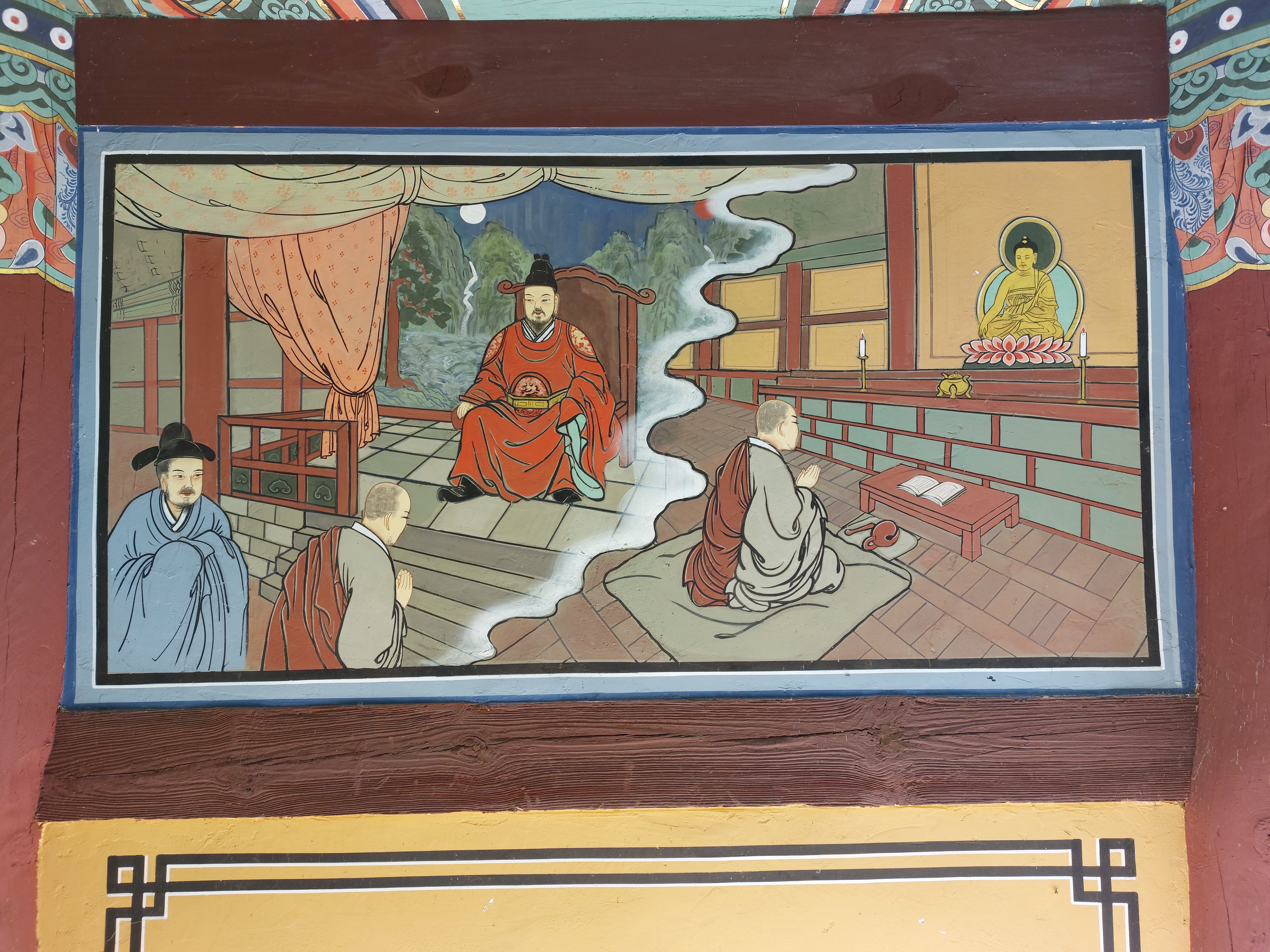
기영각 - 벽화 3
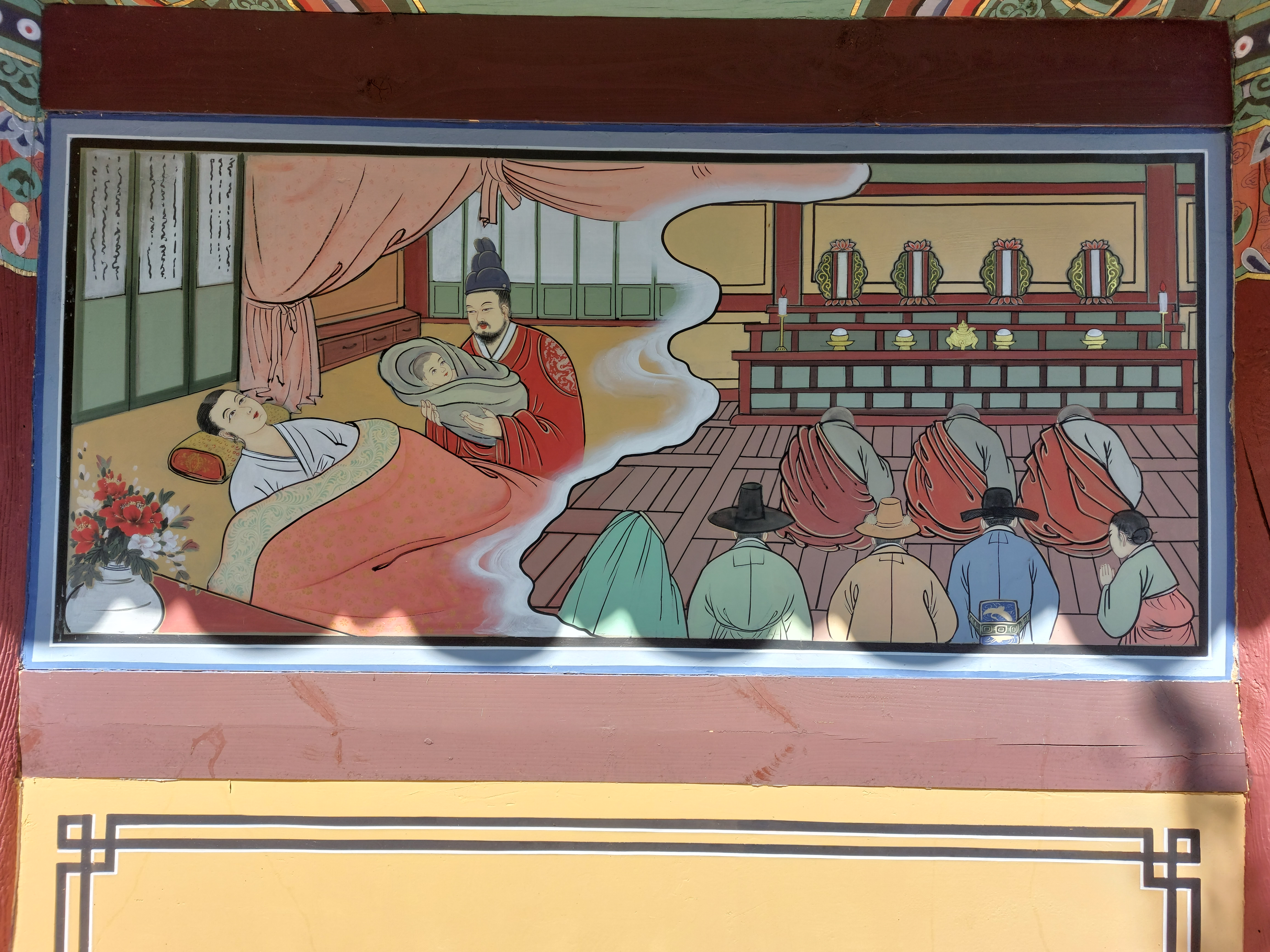
기영각 - 벽화 4

### 응진전
응진전은 석가모니불과 그 제자인 나한을 모시고 있는 전각이다. 정면으로 보았을 때, 주불로 중간에 석가모니불이 있고, 왼쪽에 보현보살과 오른쪽에 문수보살이 있다. 나머지 공간에는 표정과 자세과 다양한 16명의 나한을 모시고 있다.

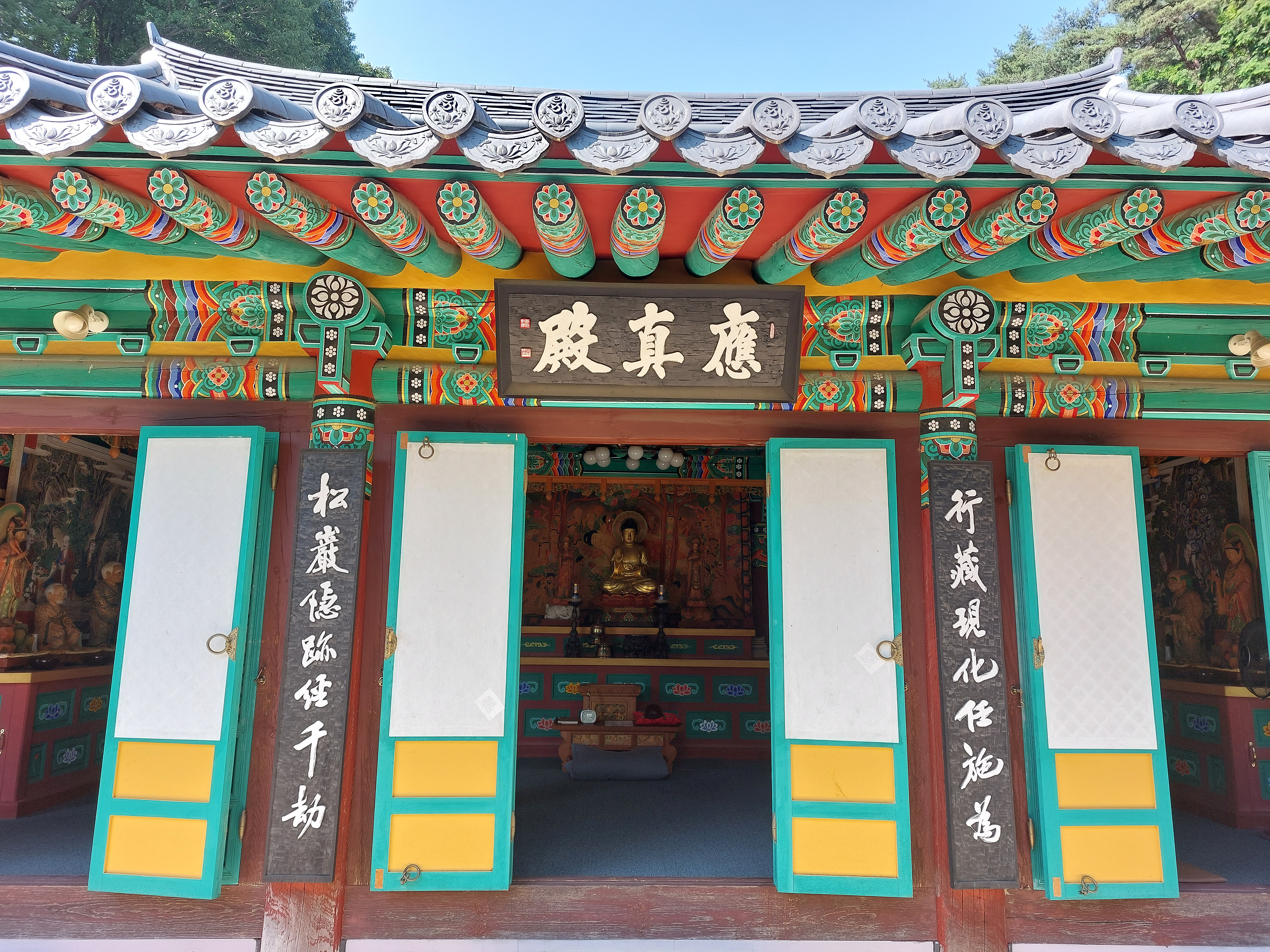
응진전 - 정면
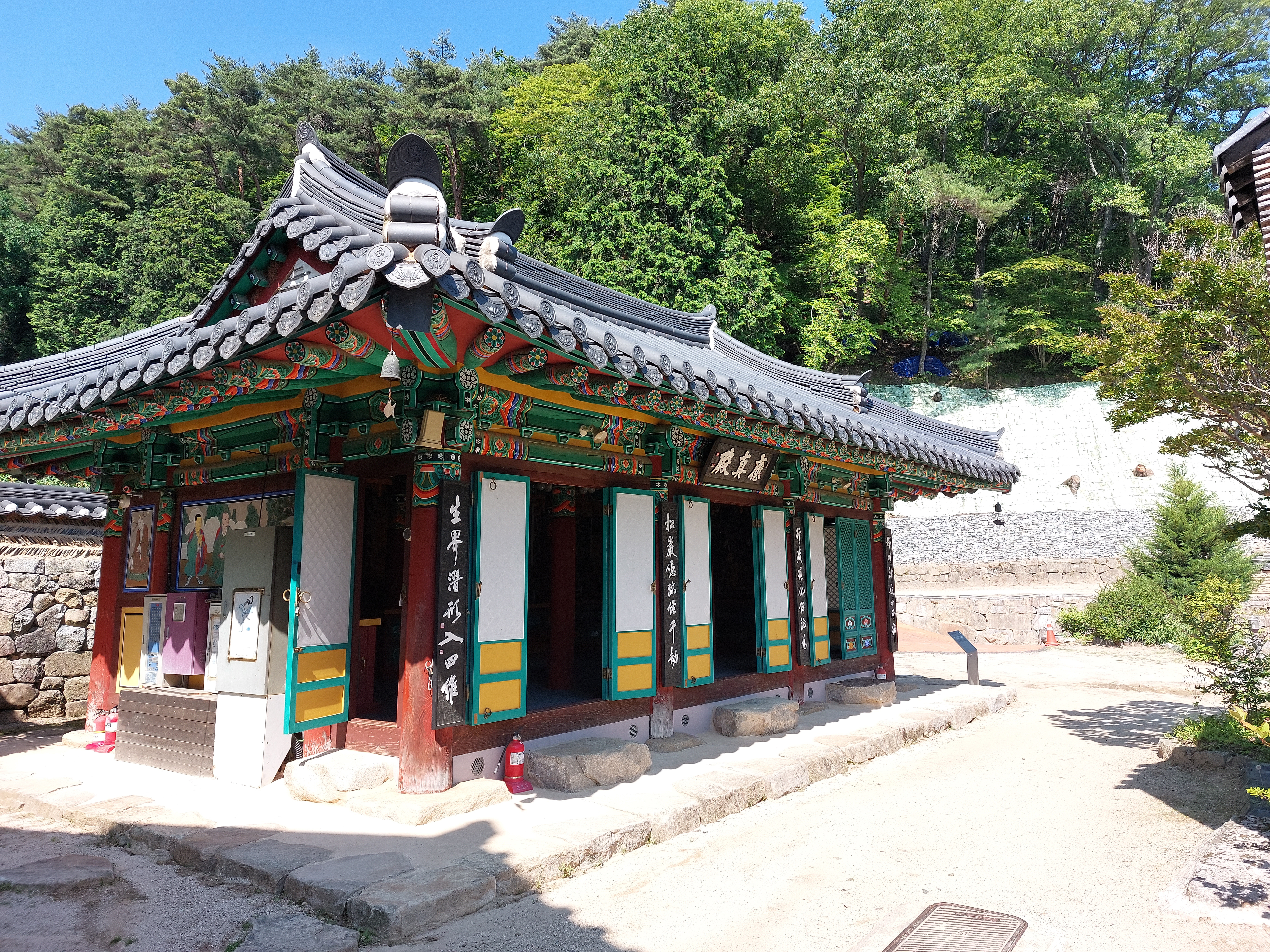
응진전 - 외부 좌측면
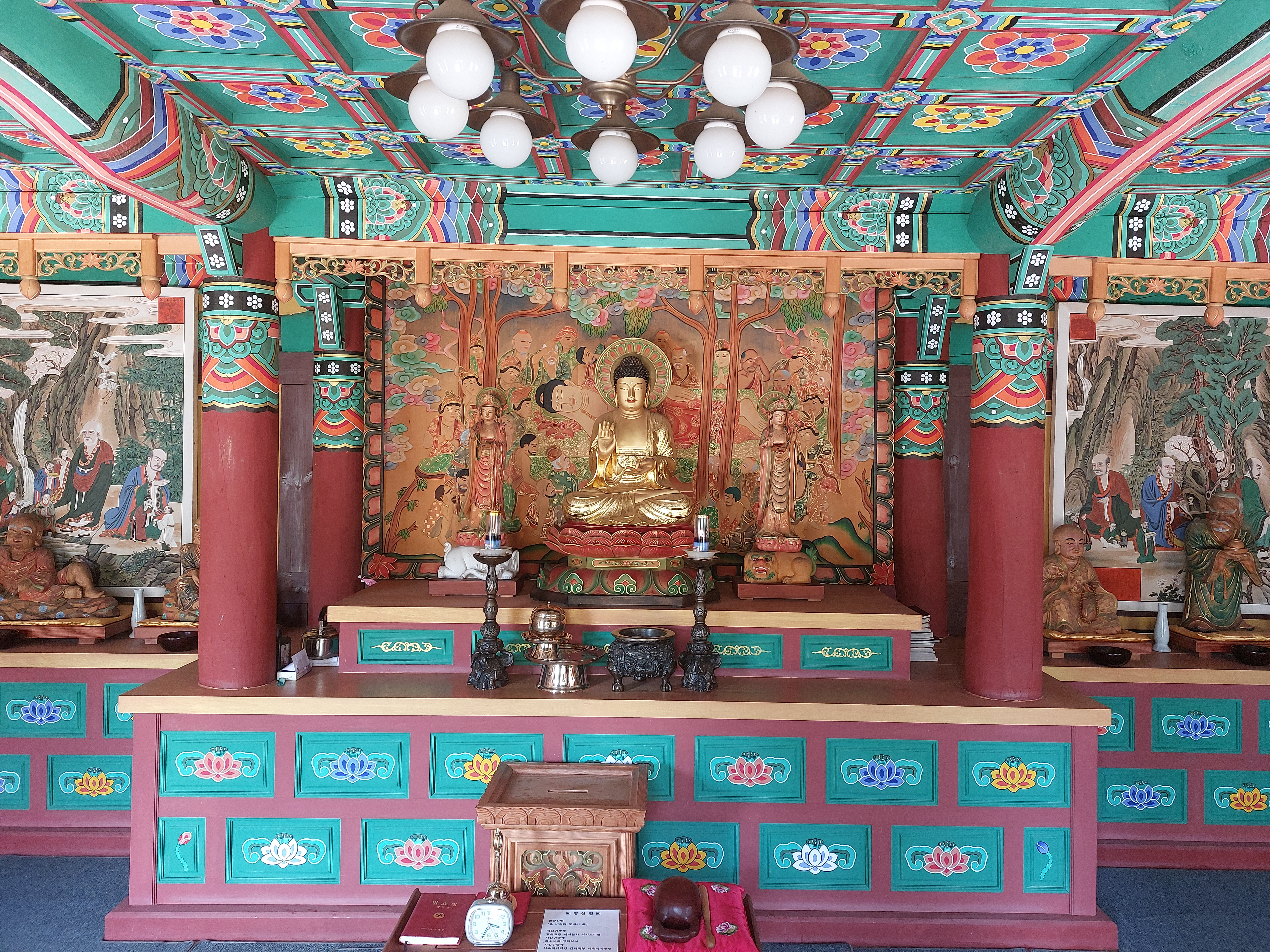
응진전 - 내부 정면 삼존불(좌:보현보살, 중간:석가모니불, 우:문수보살)
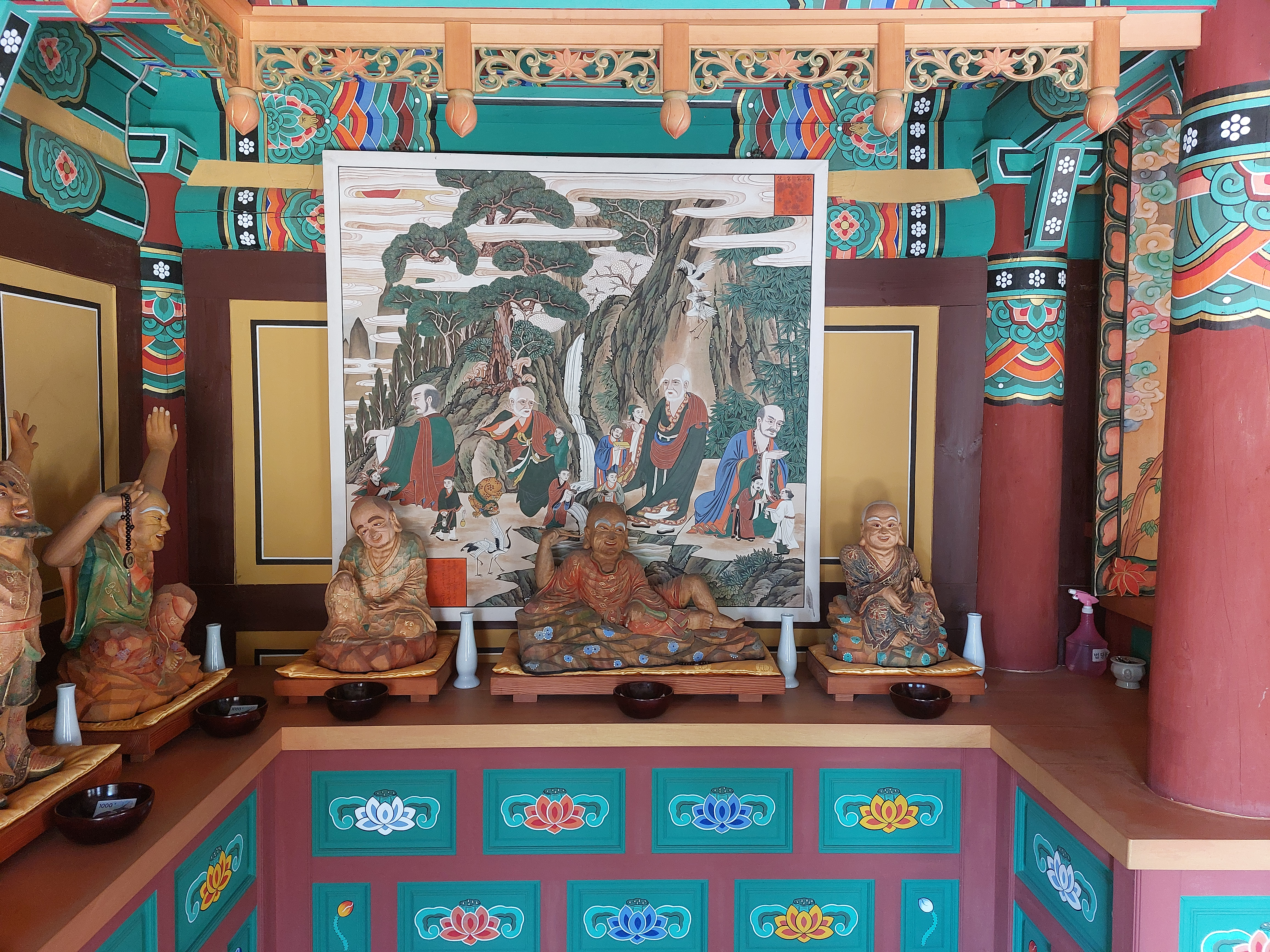
응진전 - 왼쪽 정면
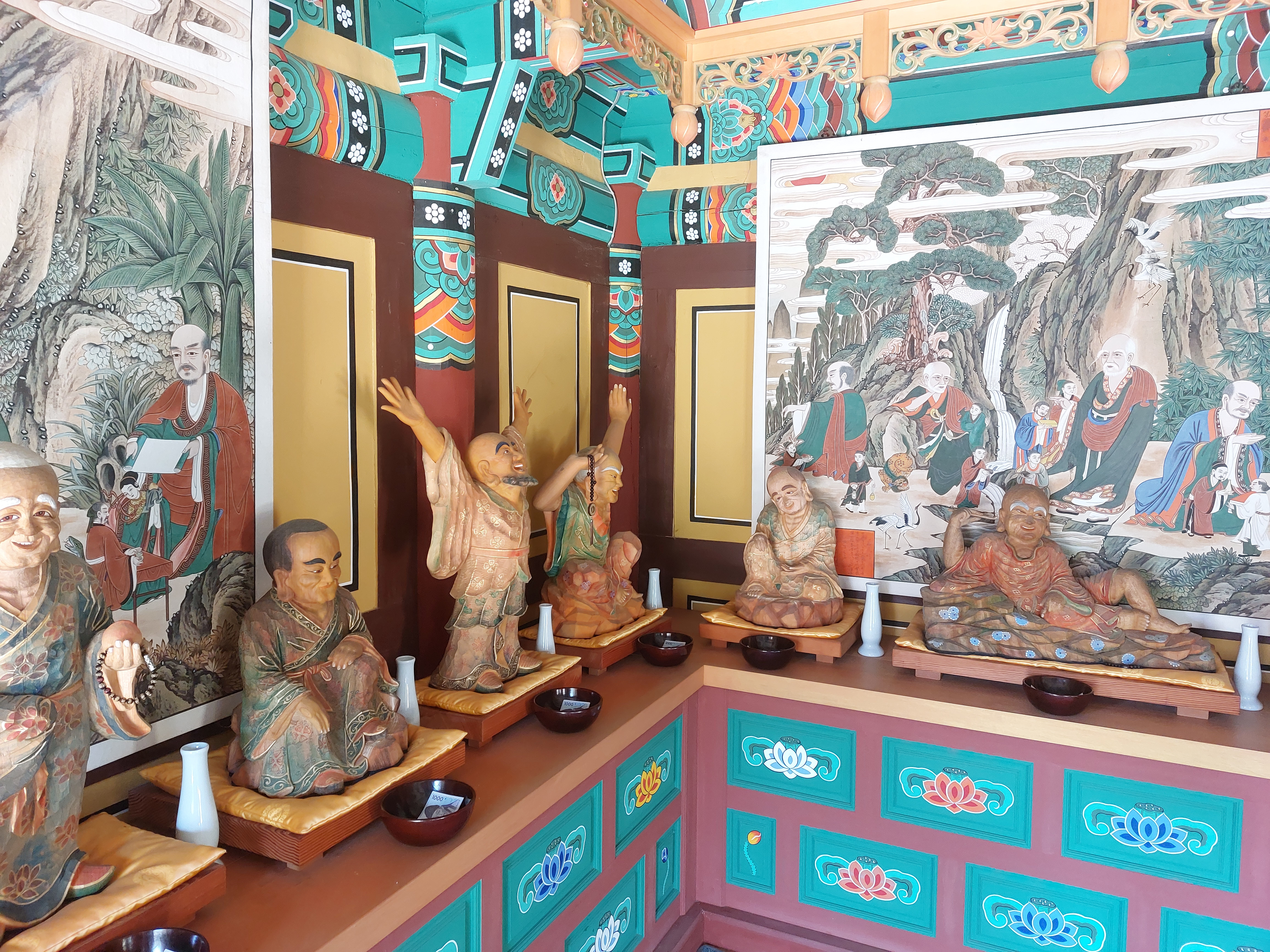
응진전 - 왼쪽 중간
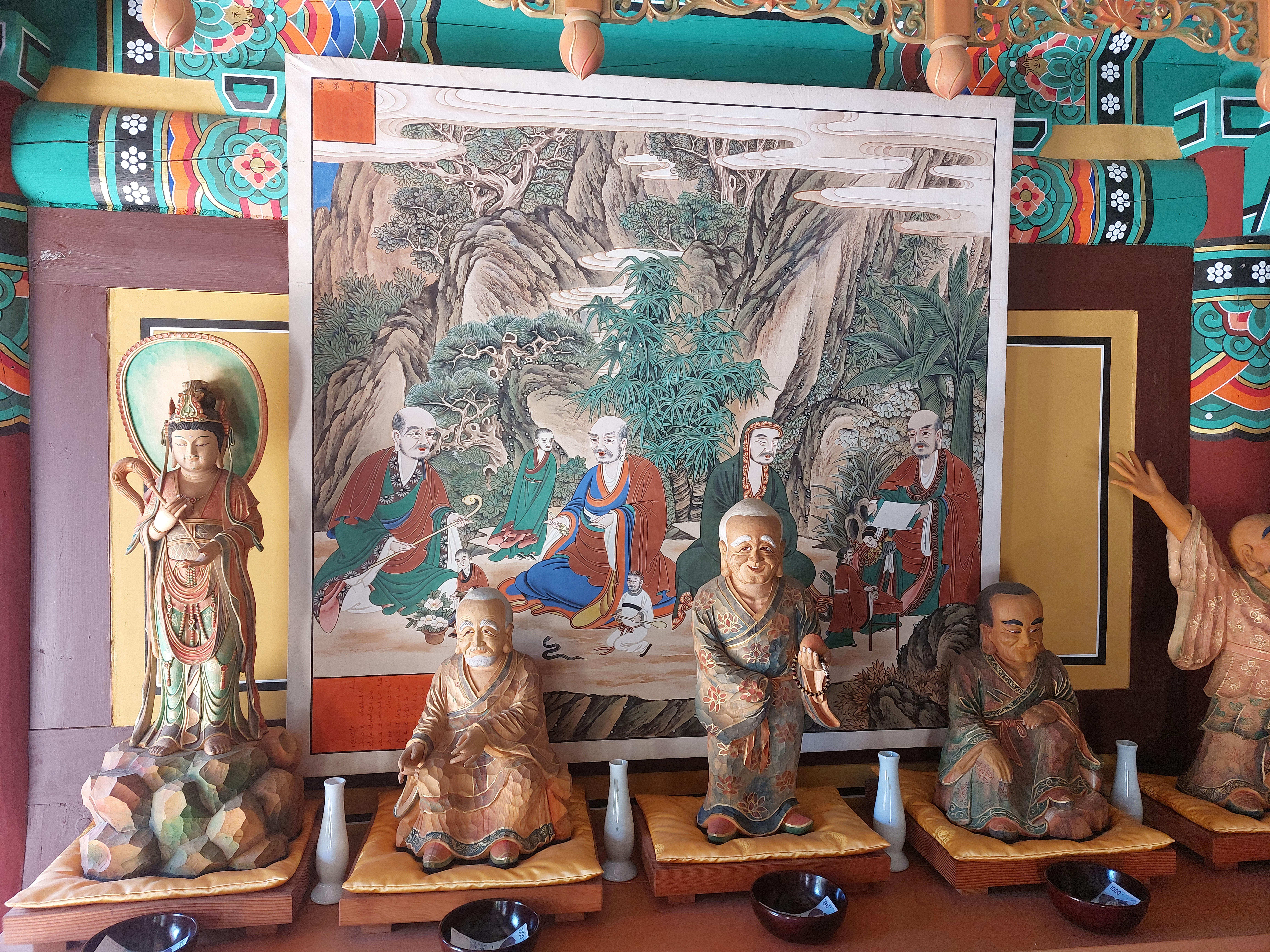
응진전 - 왼쪽 끝
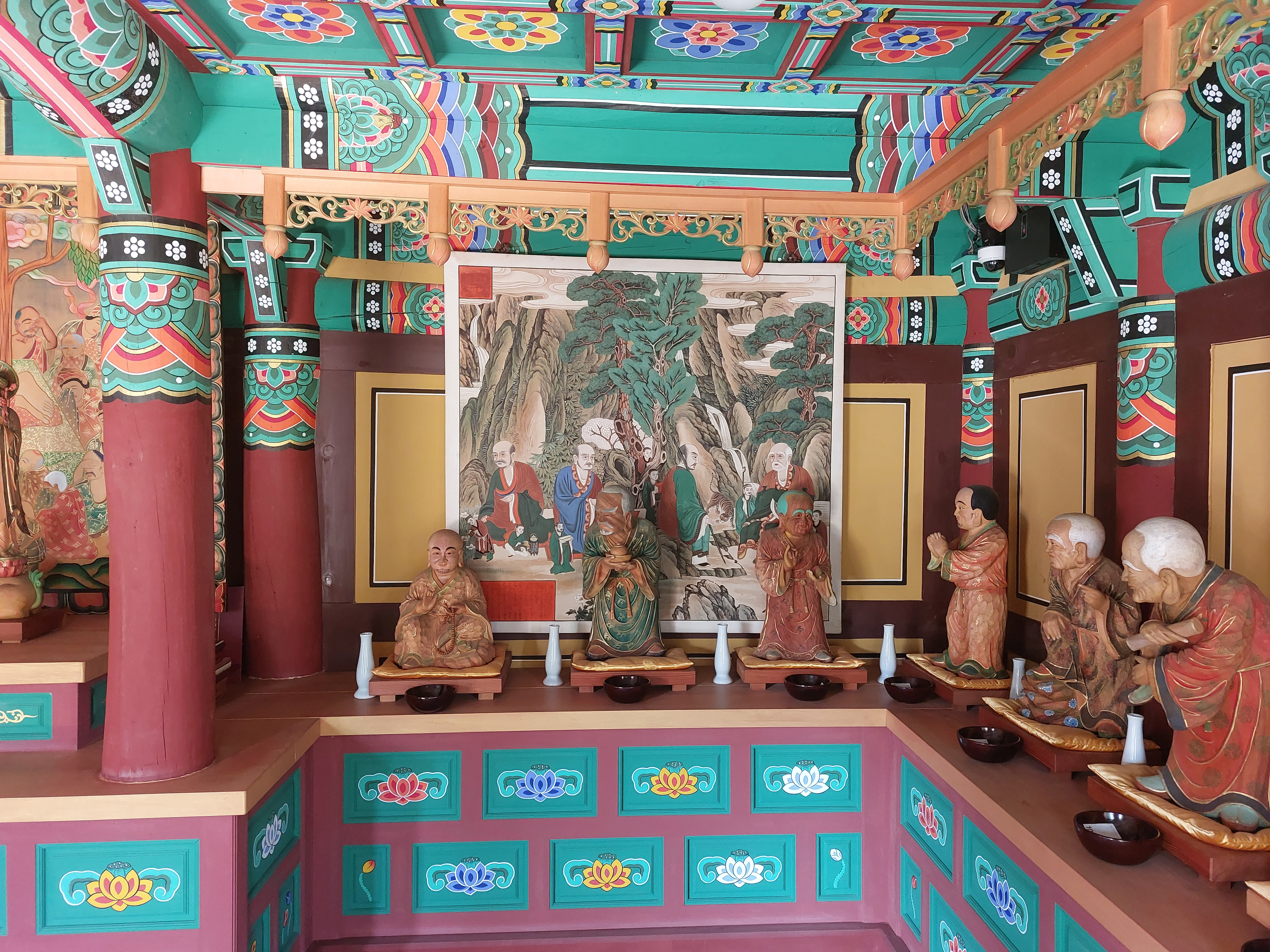
응진전 - 오른쪽 정면
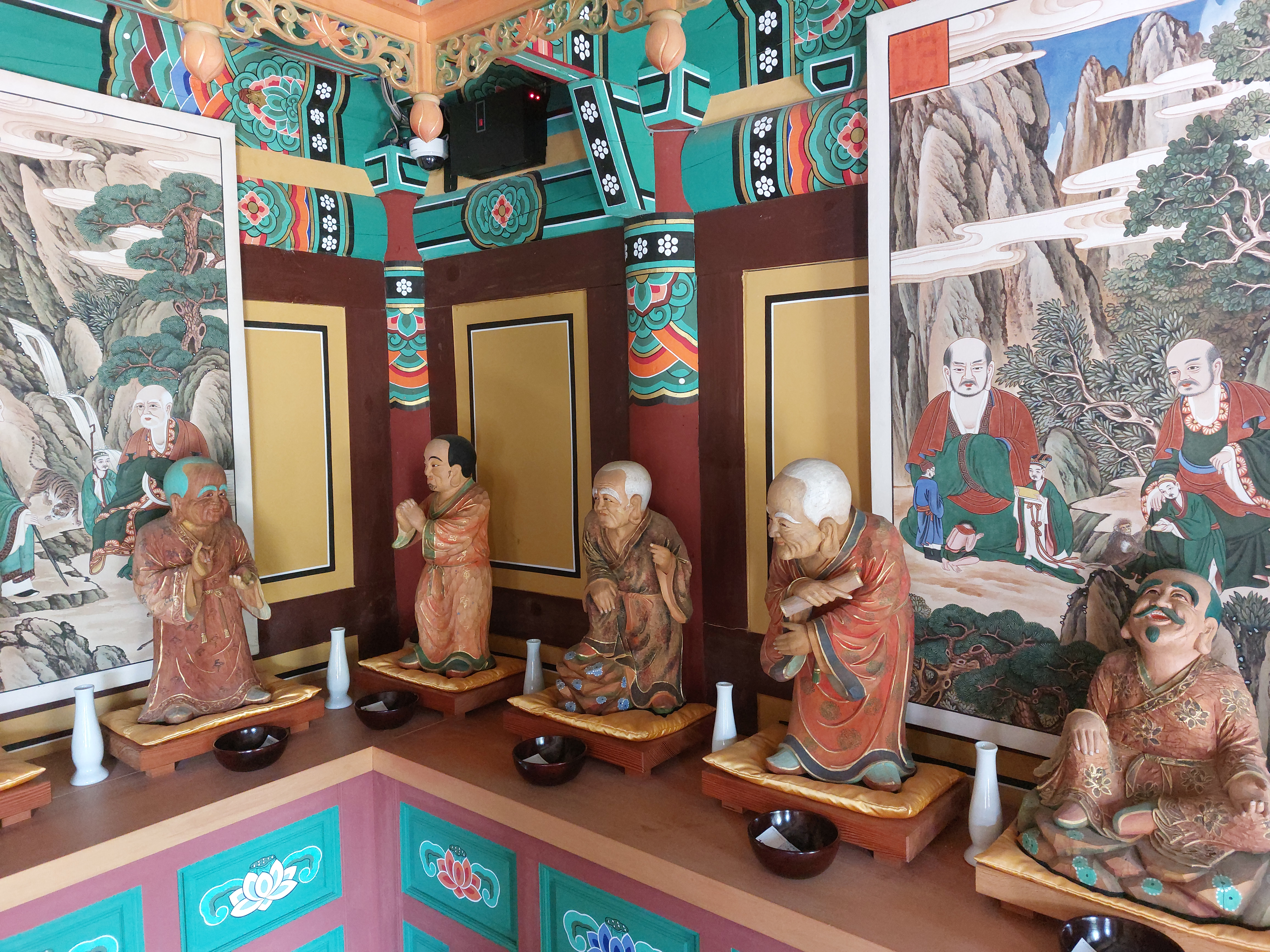
응진전 - 오른쪽 중간
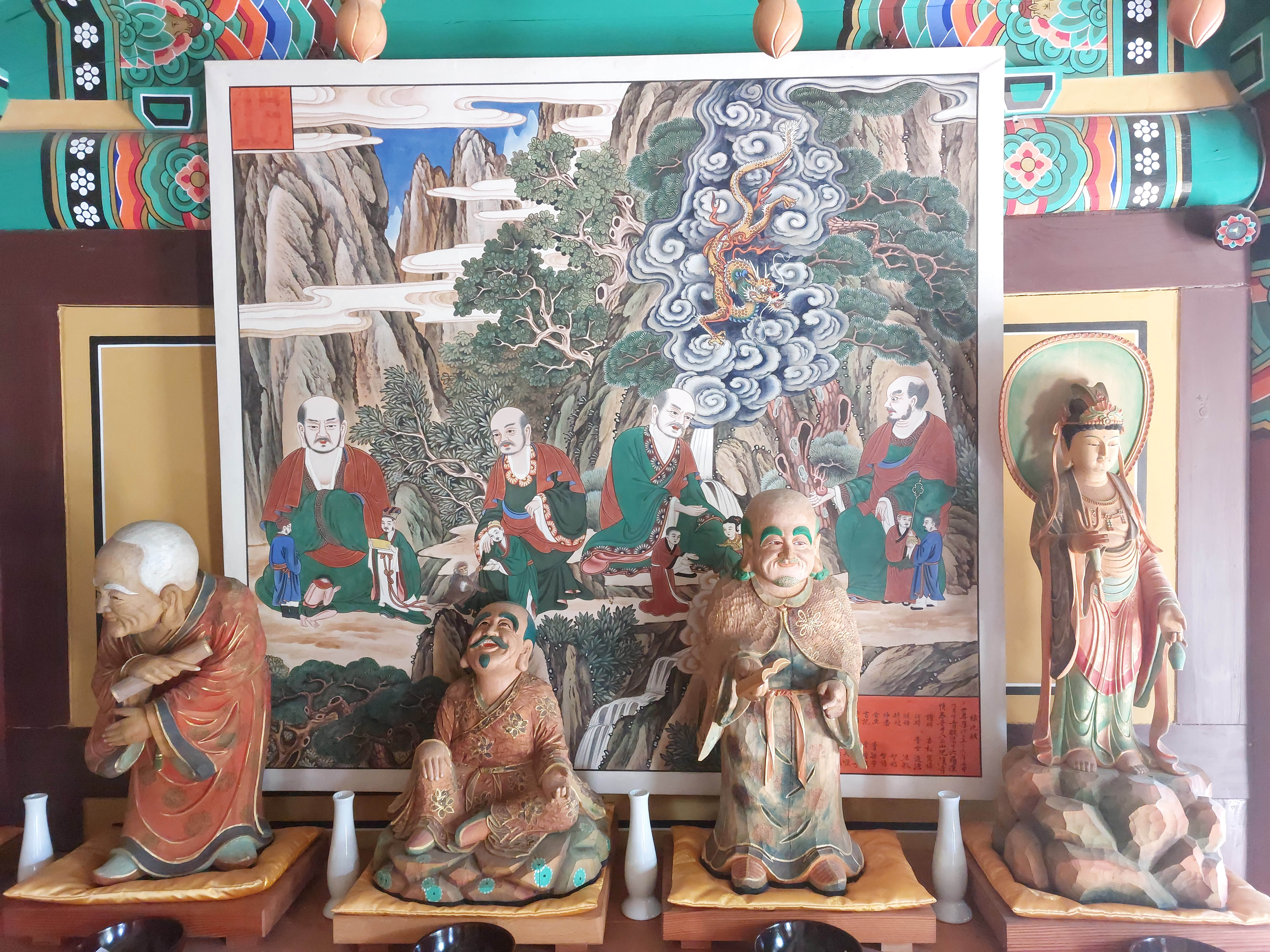
응진전 - 오른쪽 끝

### 산령각
파계사 산령각은 전통 민간신앙이 불교에 알맞게 조화시켜 나타난 전각 중 하나이다. 창건시기는 정확히 알 수 없다. 1976년 중건하고, 1979년에 보수를 거쳐 오늘에 이르고 있다.

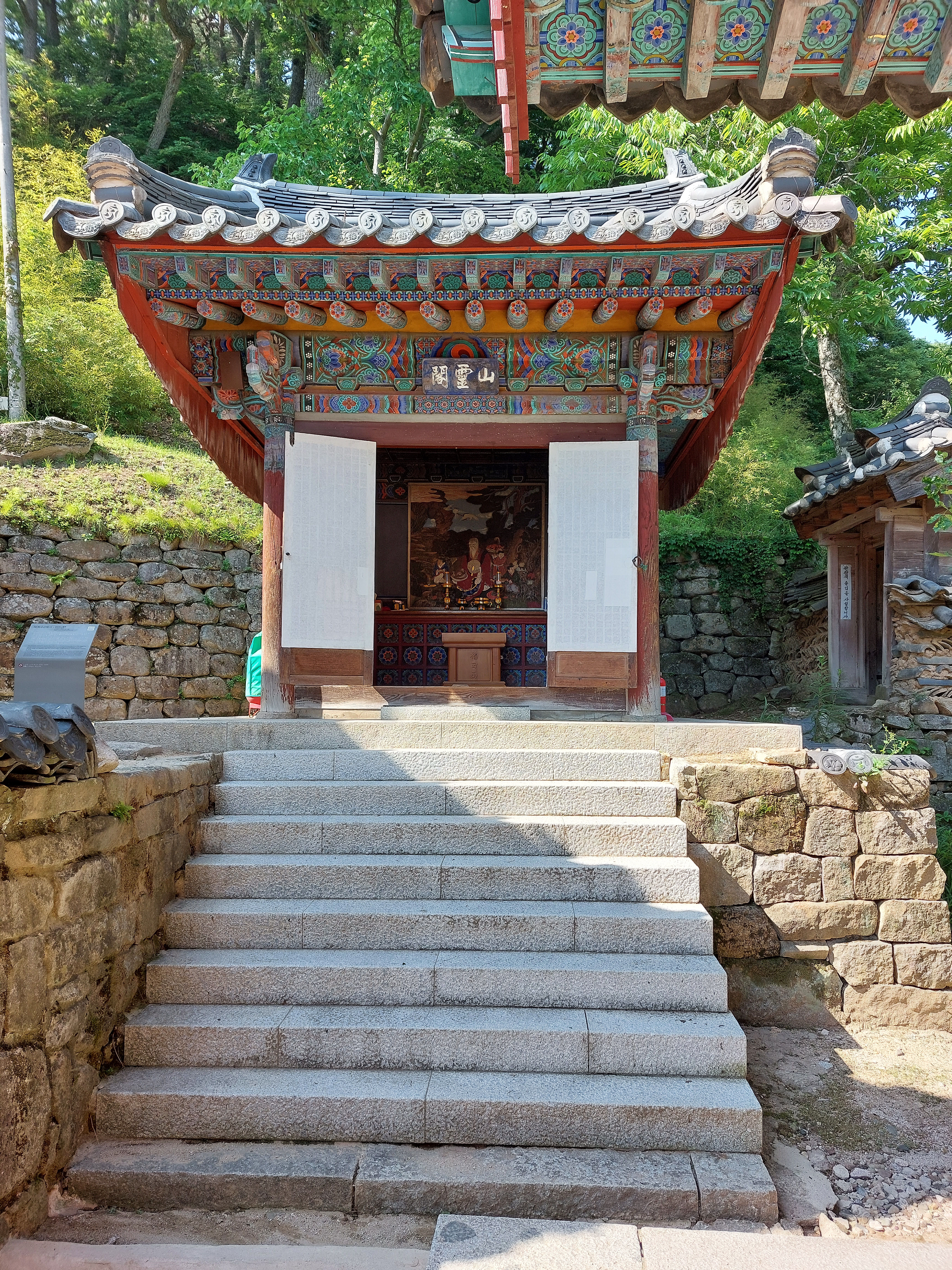
산령각 - 외부
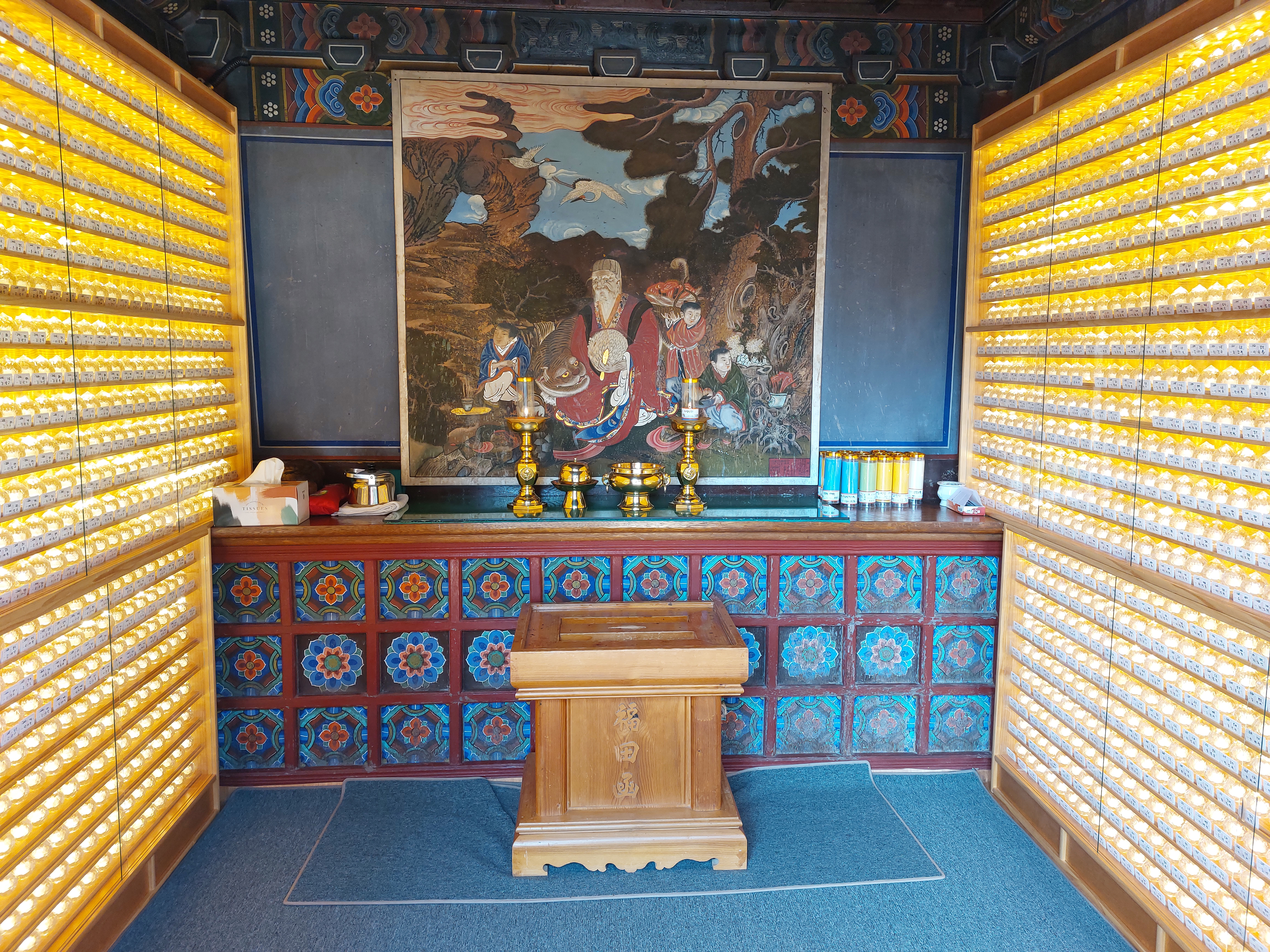
산령각 - 내부
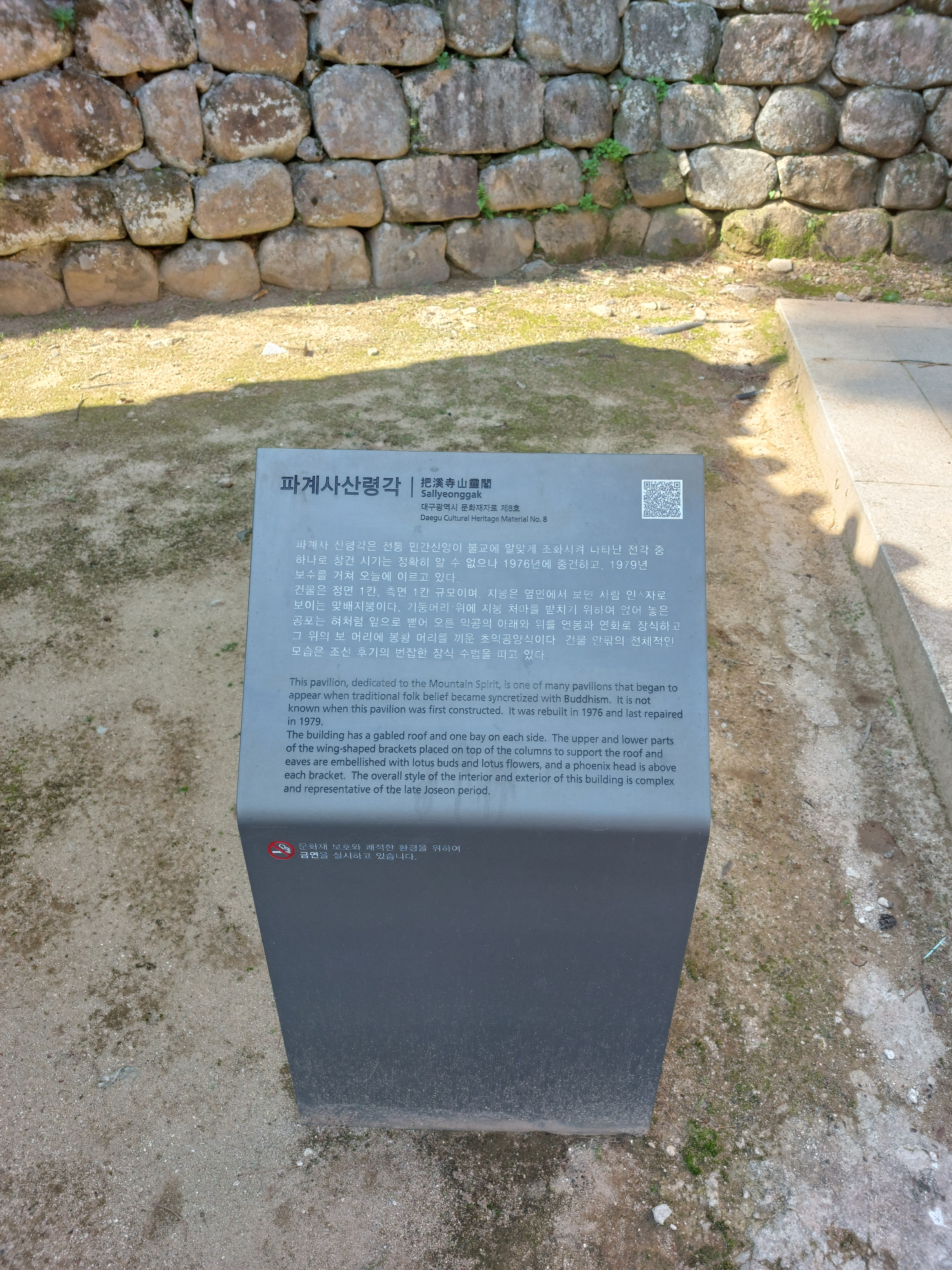
산령각 - 안내판

### 적묵당
파계사의 전승에서는 남북국시대 통일신라 애장왕 당시 파계사를 지을 때 함께 지어졌다고 한다. 조선시대 광해군 12년(1620년)에 지어졌다는 기록도 있다.
여느 전각들과 마찬가지로 숙종 때인 1695년에 중건되었다. 1920년에 중창되었으며, 1976년에 기와를 다시 잇는 공사가 있었다.
원통전 왼쪽에서 설선당과 마주보고 있는 'ㄱ'자 형태의 건물로, 조선 후기의 건축 양식을 보여주고 있다. 건물은 정면과 측면이 모두 6칸으로 앞면만 겹처마를 한 팔작지붕이다.

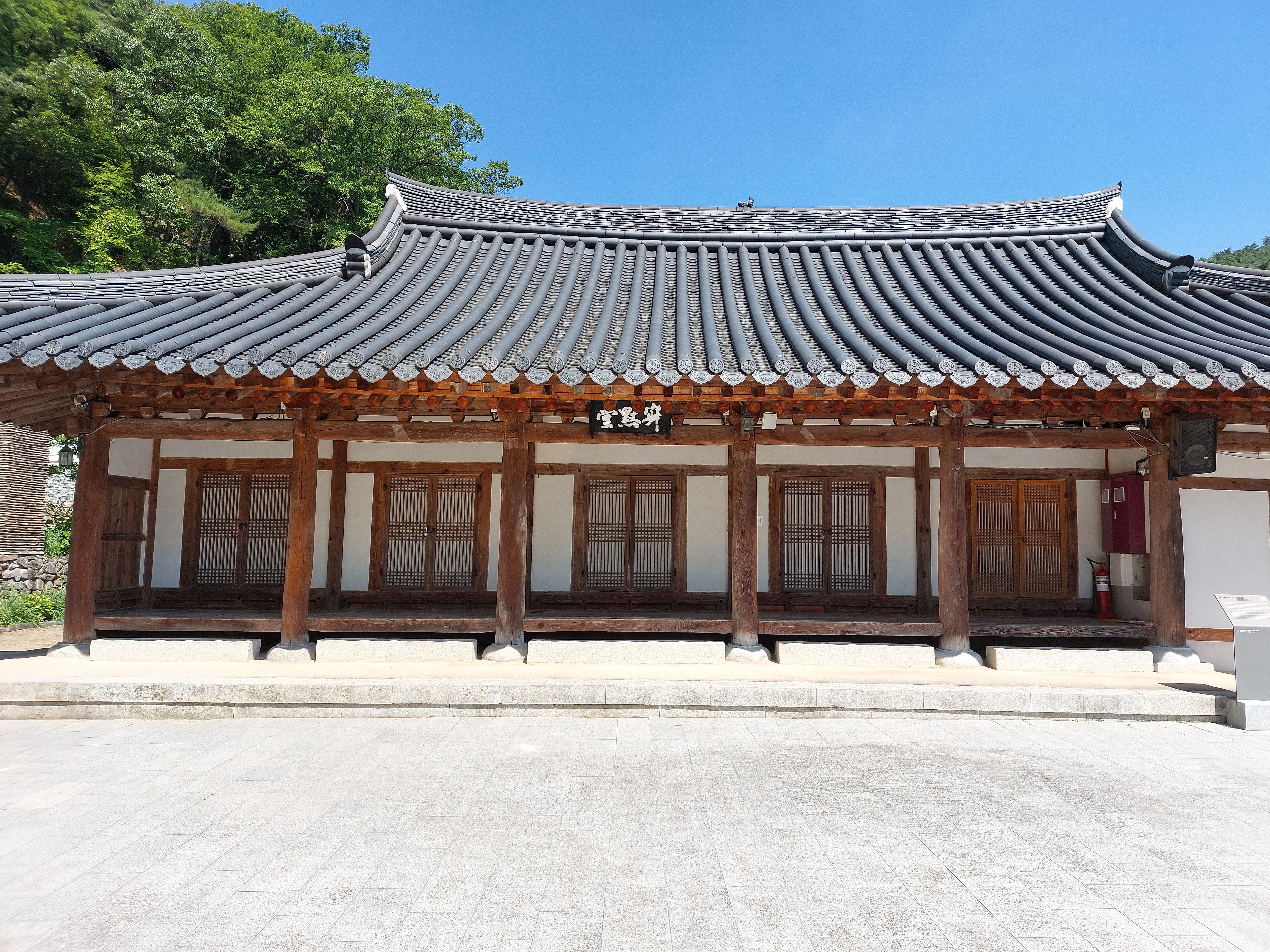
적묵당 - 정면
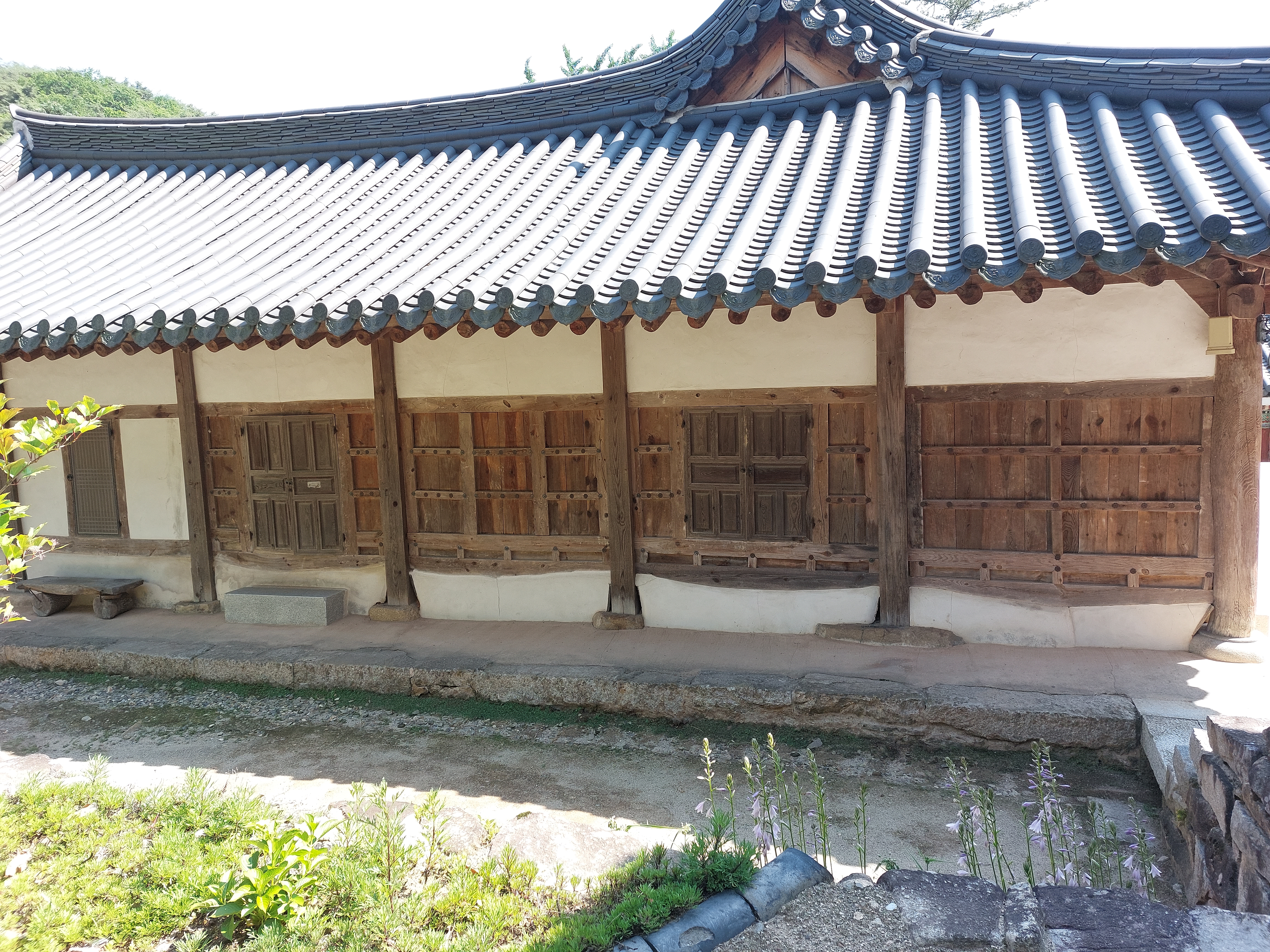
적묵당 - 측면

### 설선당
인조 1년(1623년)에 계관에 의해 지어졌다. 1646년과 1725년, 두 차례에 걸쳐 재건되고 1762년 지붕을 다시 잇는 공사가 있었다.
1976년에는 대대적인 보수공사가 이루어졌다. 현재 식당과 강습소로 쓰이고 있다.

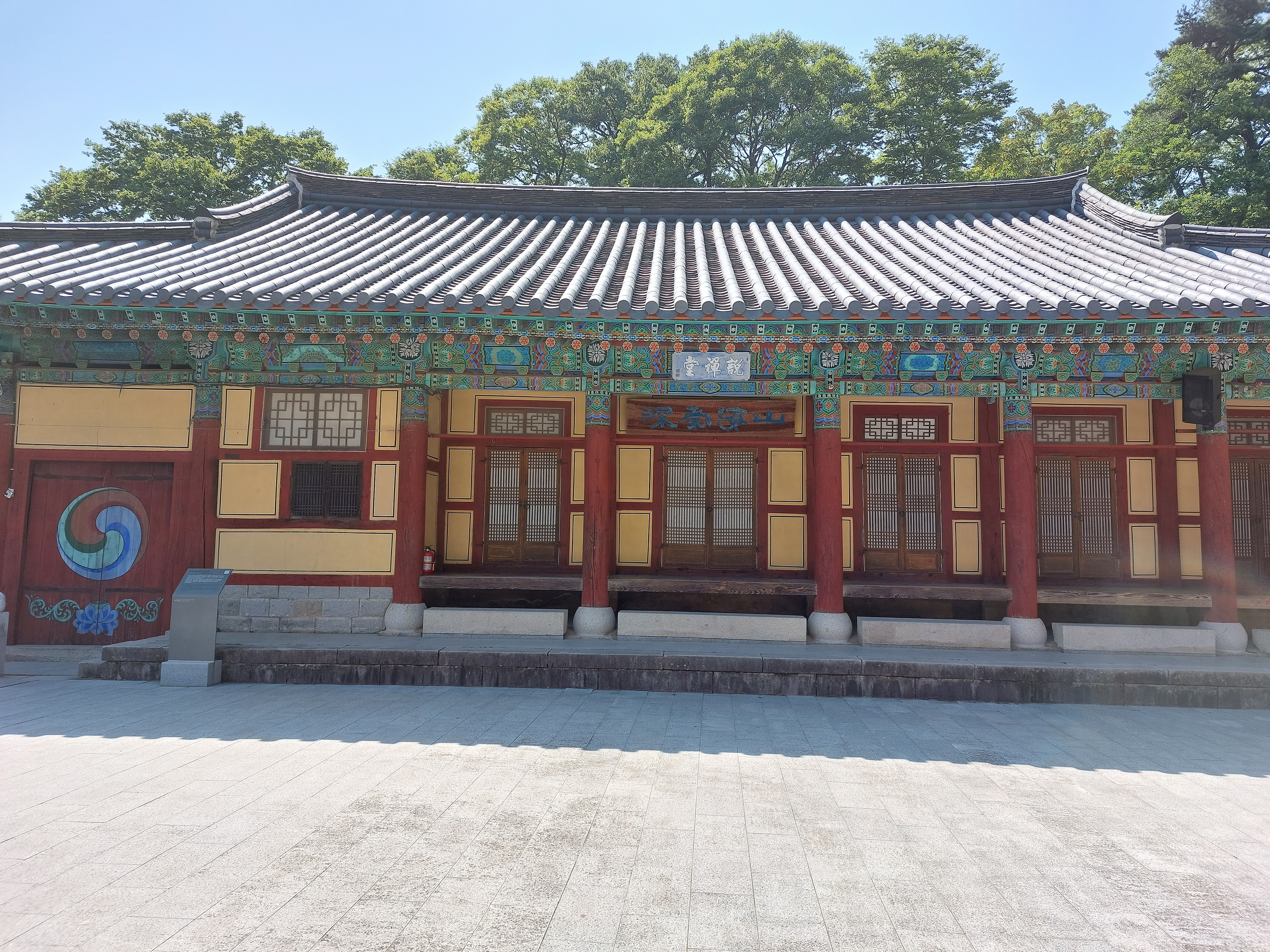
설선당 - 정면

### 범종각

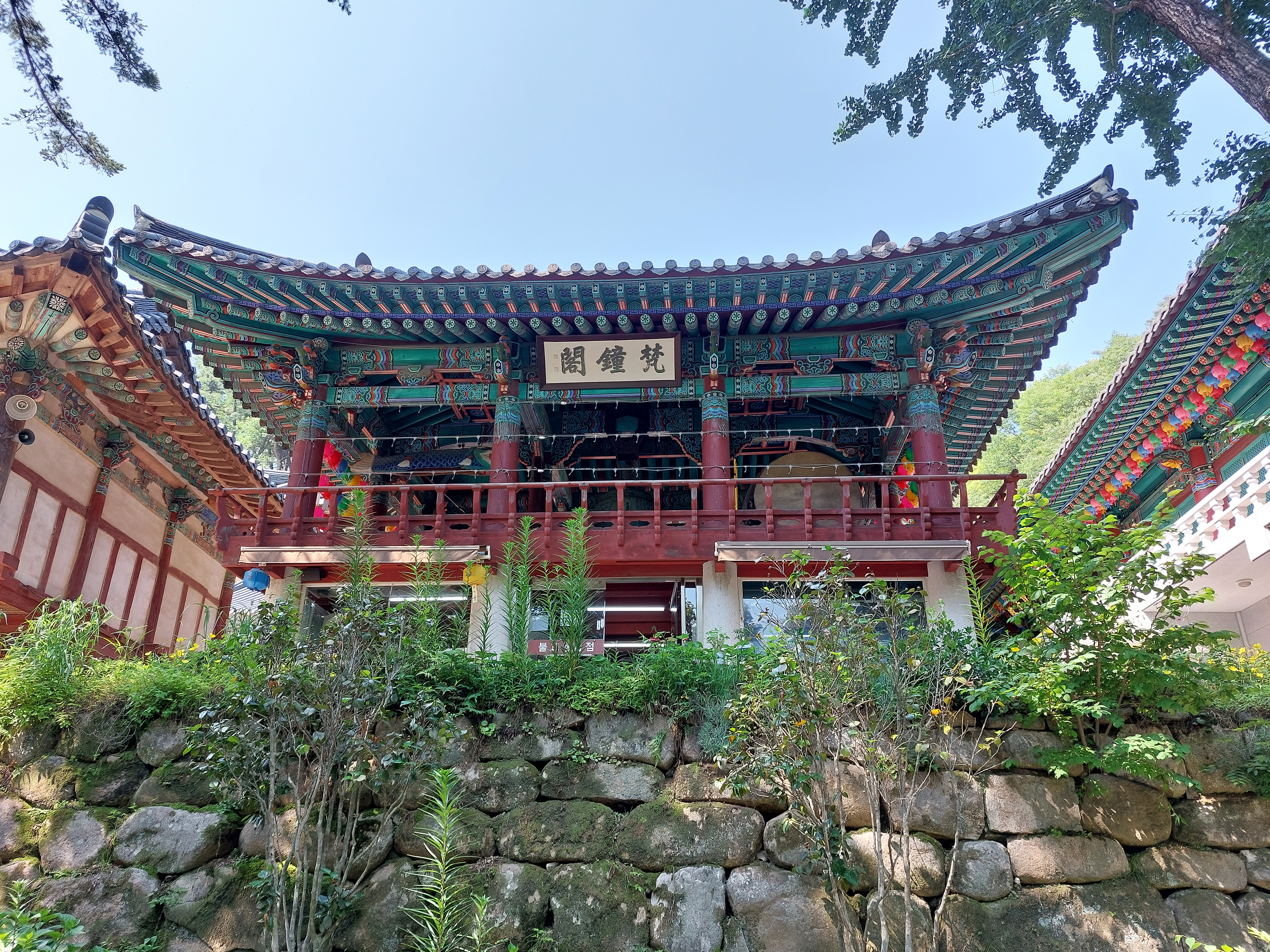
범종각

### 일주문

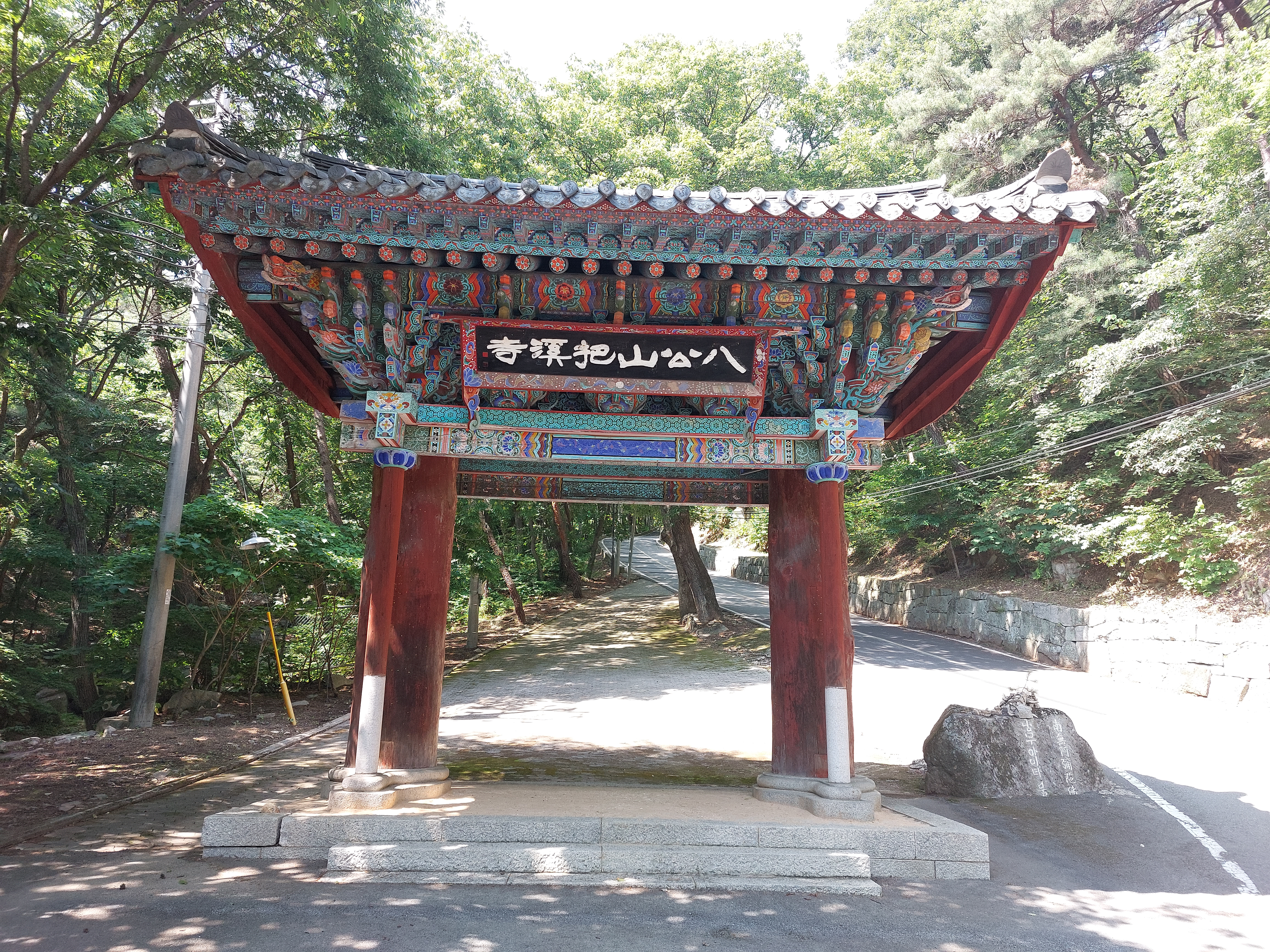
일주문

### 영조임금 나무
파계사에서 가장 크고 아름다운 250년 된 느티나무이다. 파계사와 깊은 인연을 맺은 영조의 이름을 따서, 영조임금 나무라고 이름 붙였다.

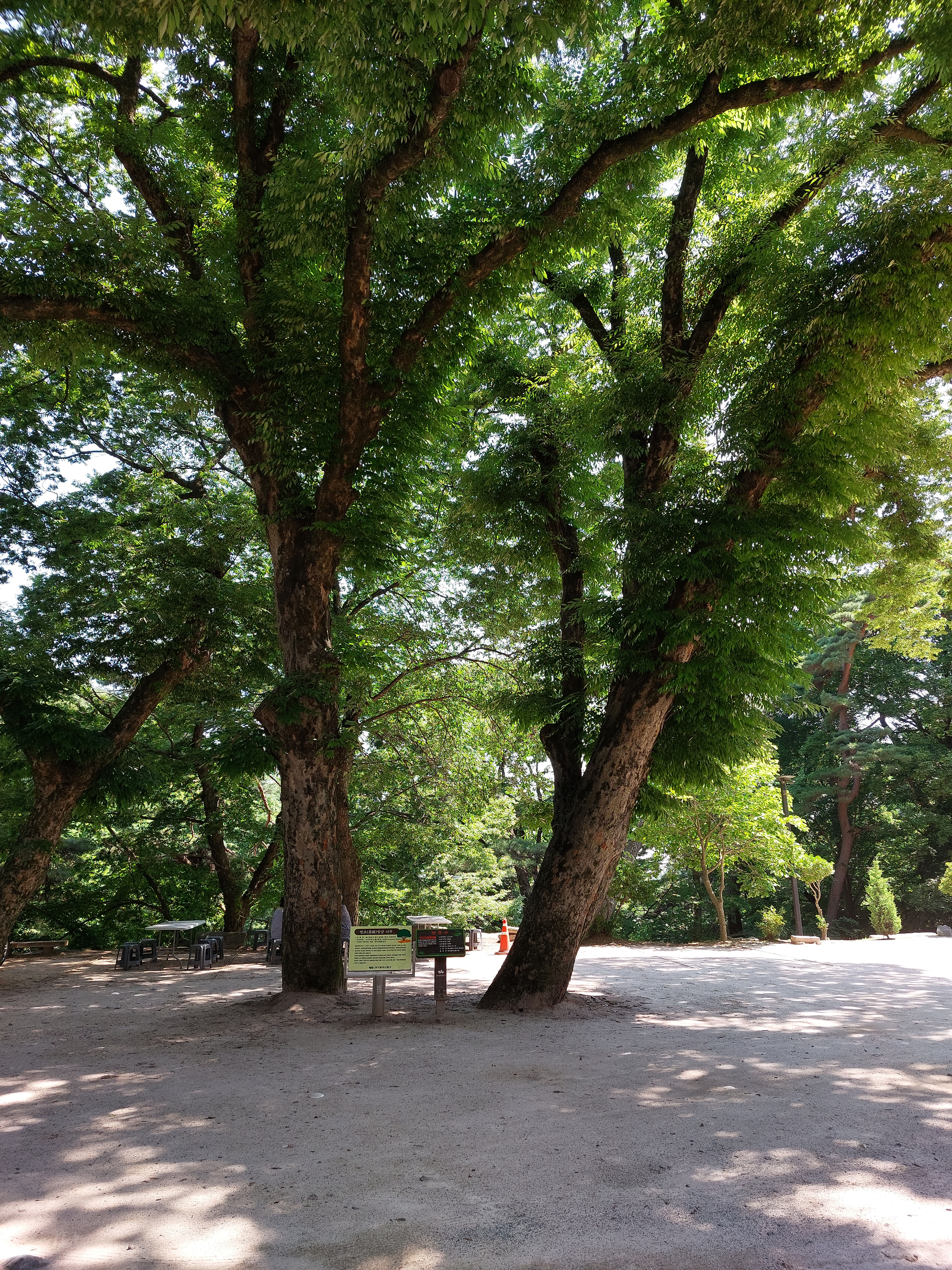
영조임금 나무
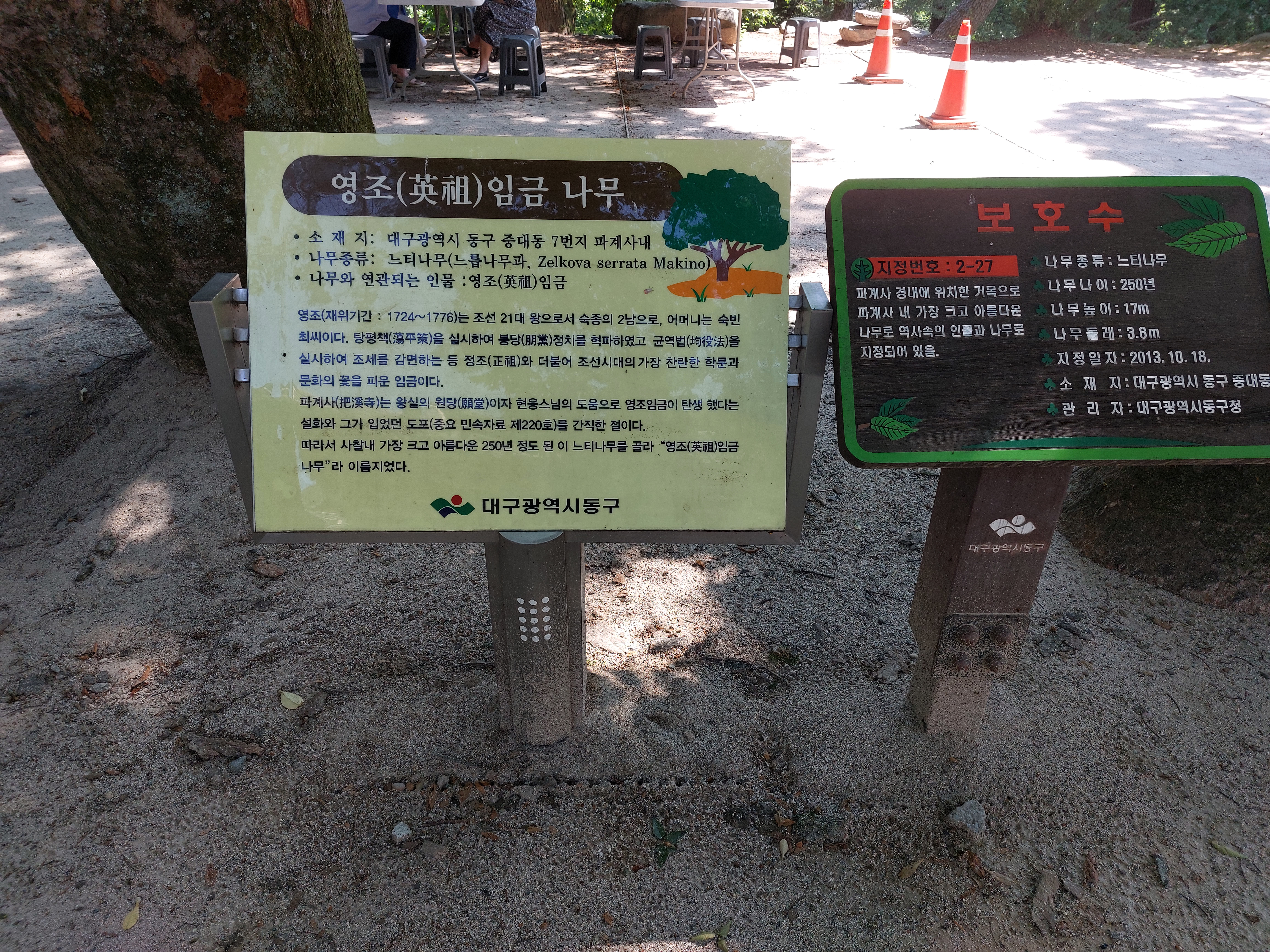
영조임금 나무 - 안내판

### 현응대사 나무
파계사를 크게 중흥한 현응대사가 나무 지팡이를 꽂아서 자랐다는 전설이 있는 나무이다. 매표소로 올라가는 길가에 있다.
1982년 10월 30일에 수령 300년이 된 보호수로 지정했으나, 호우와 강풍으로 밑동만 남게되어 2020년 8월 18일에 보호수에서 해제되었다.

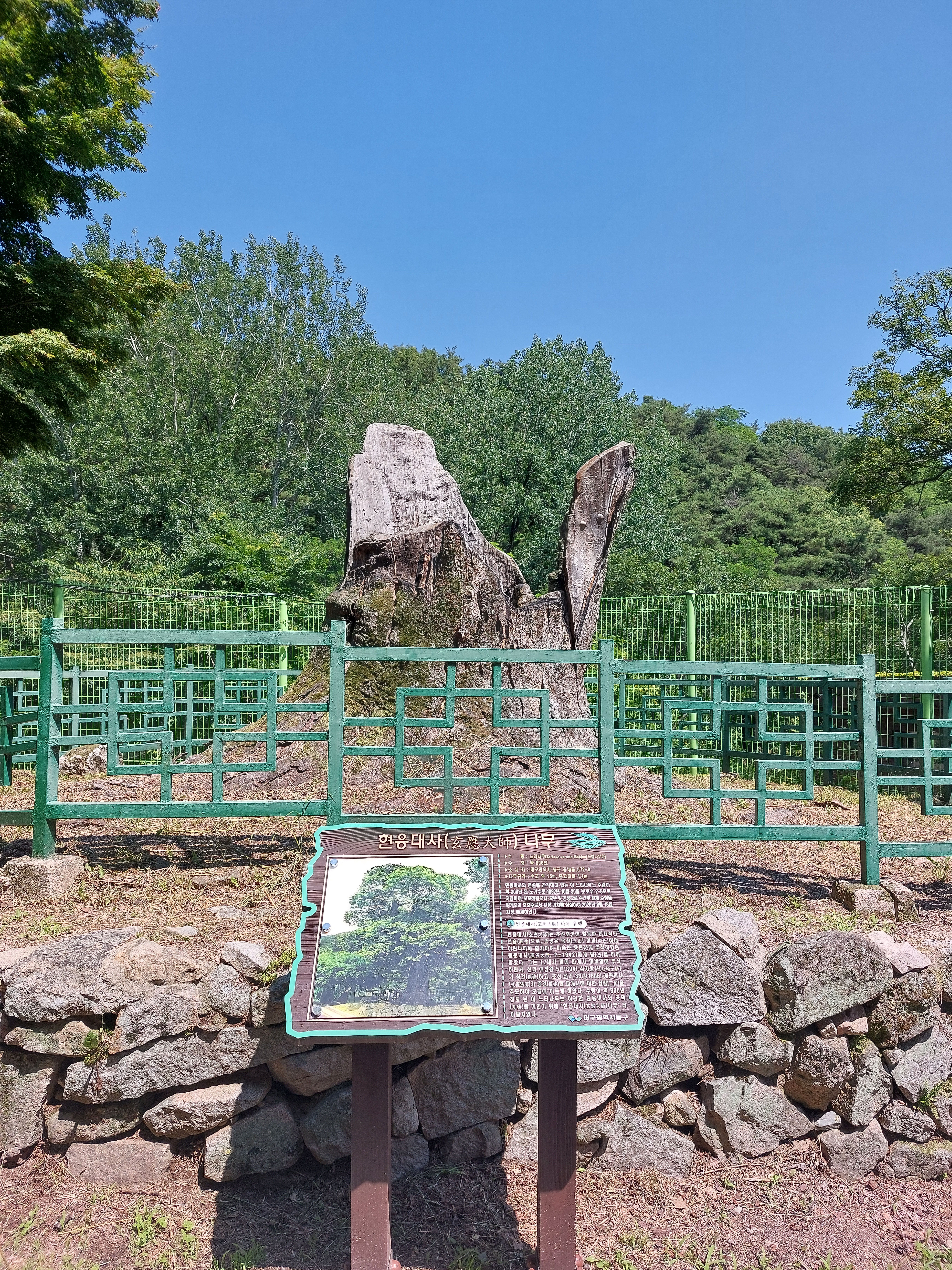
현응대사 나무
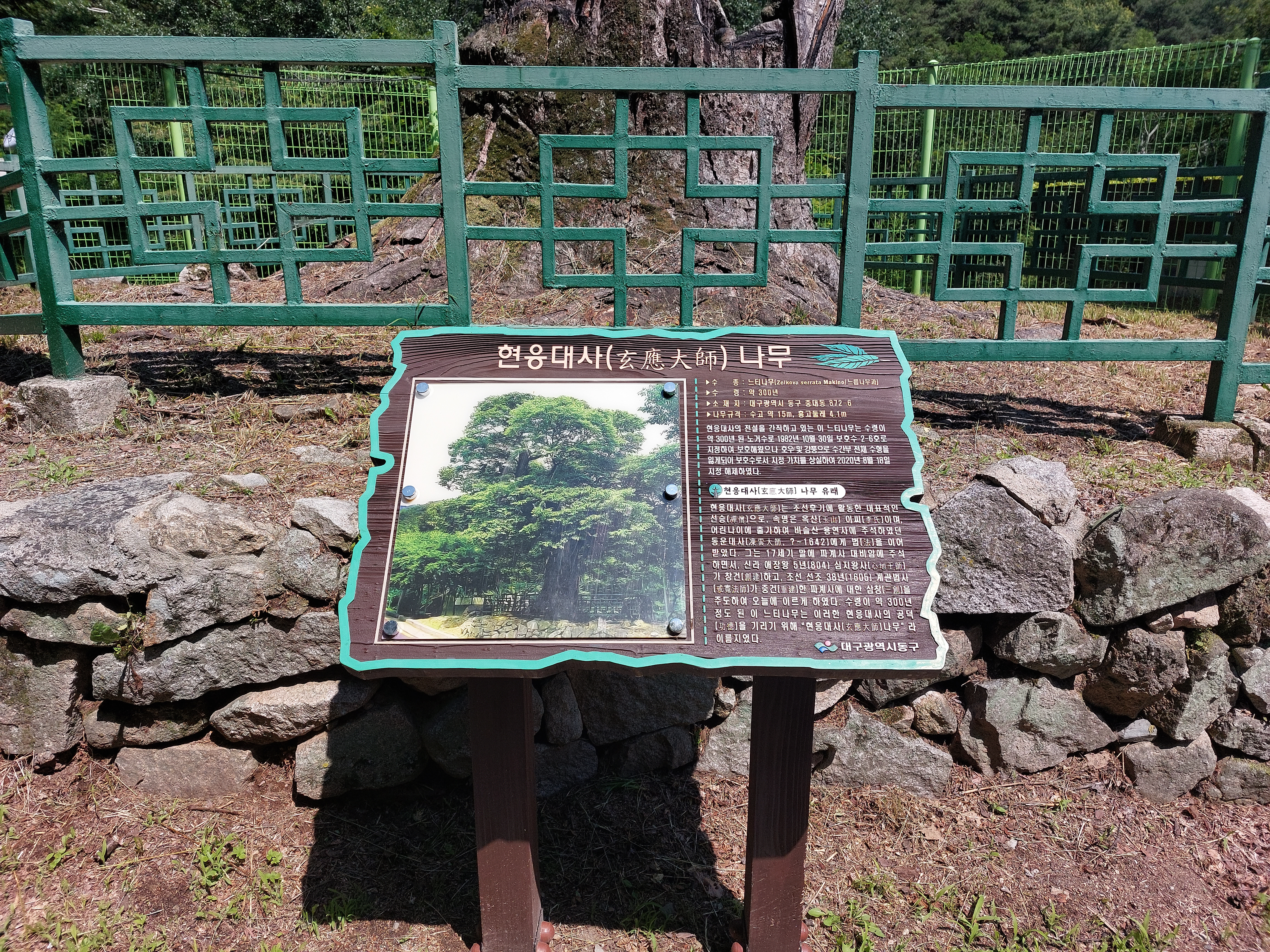
현응대사 나무 - 표지판

### 청정수

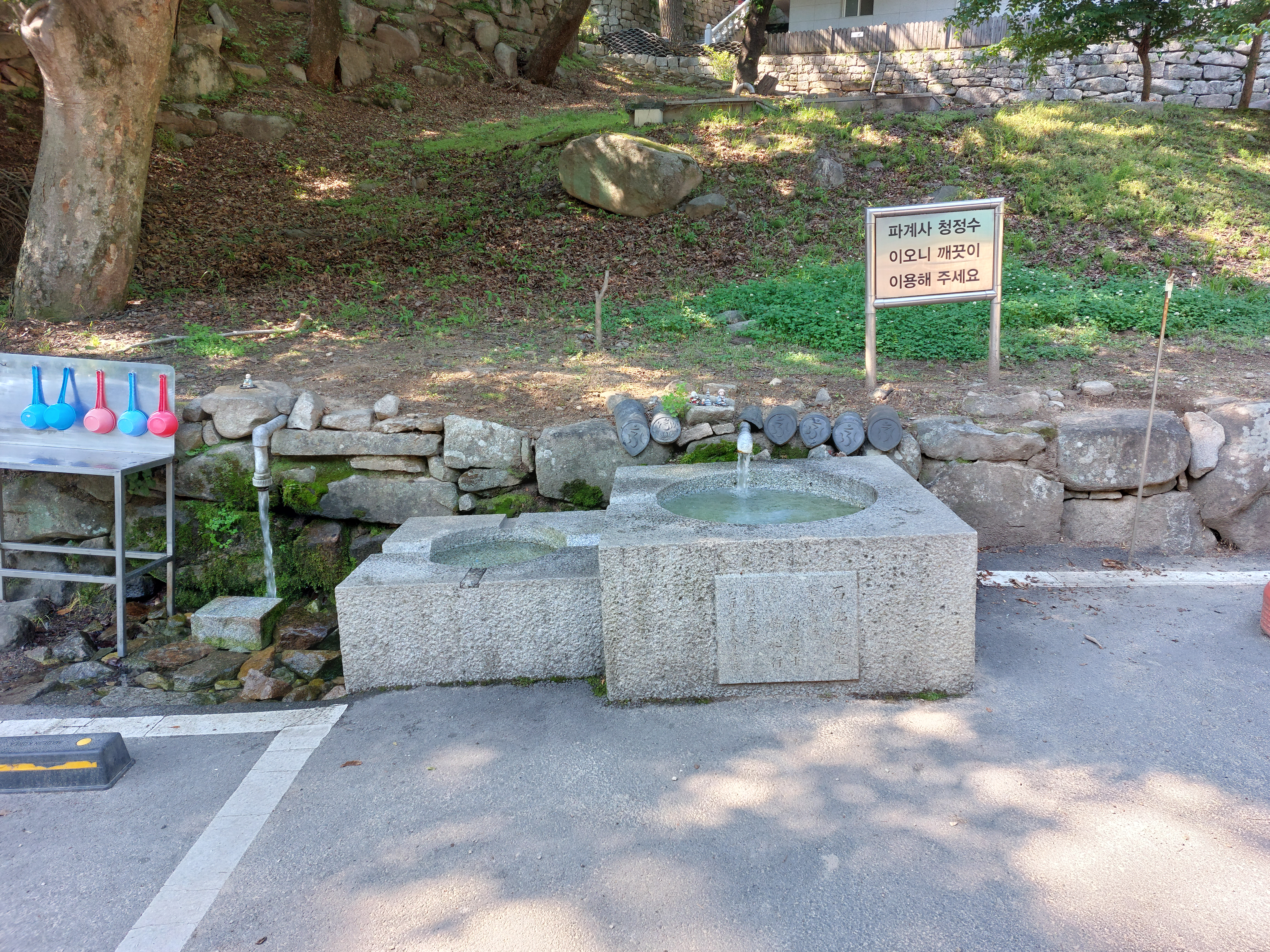
청정수

### 9갈래 물줄기를 모은 못
파계사라는 이름의 유래가 된 절 좌우편의 아홉계곡 물줄기를 한 곳으로 모은 유서 깊은 곳이다. 골짜기에 좁은 댐처럼 쌓은 못(저수지)이라서, 얕아보여도 갑자기 수심이 최대 12미터로 깊어지니 절대 들어가면 안된다.

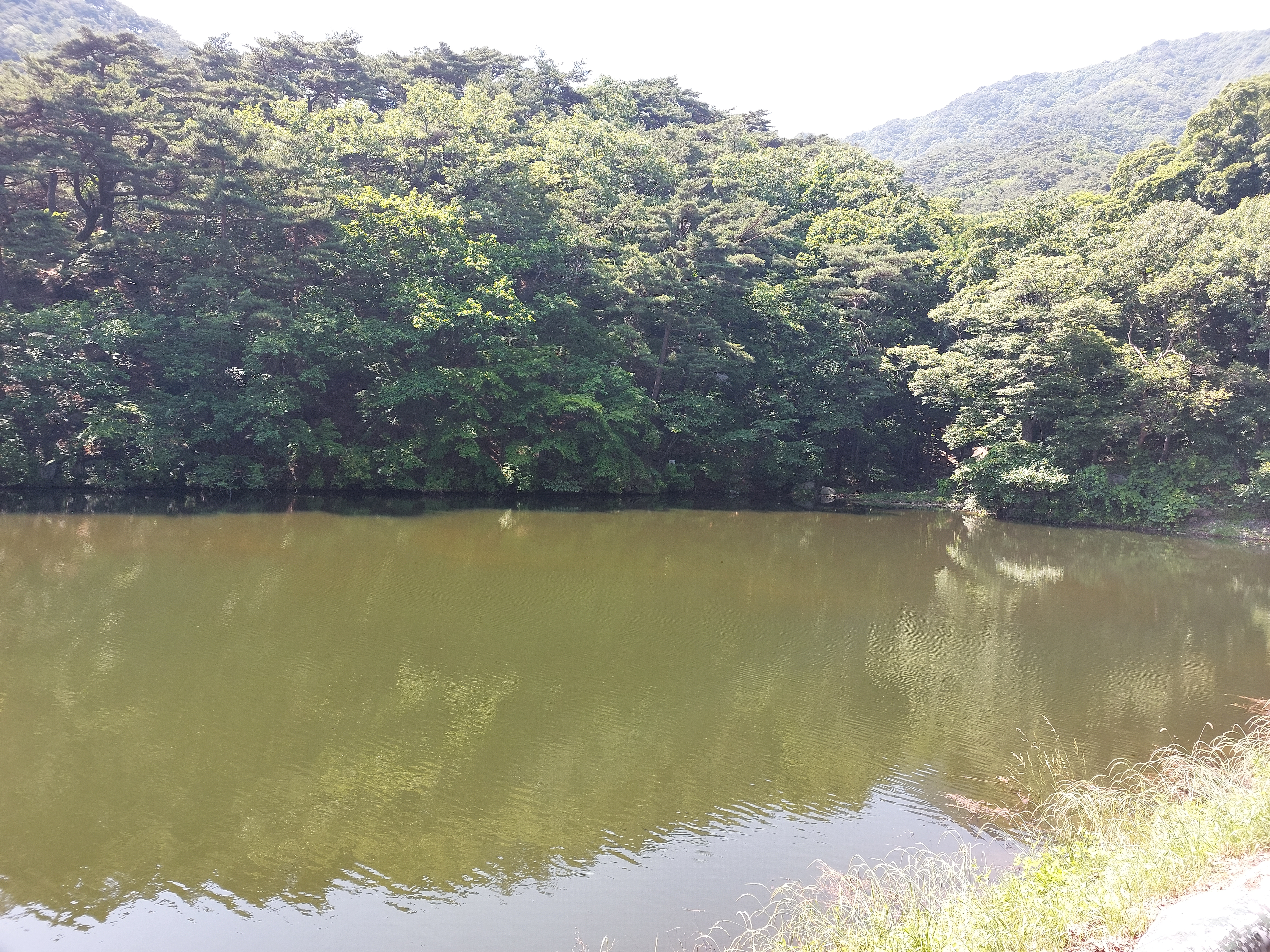
아홉갈래 물줄기를 모은 못
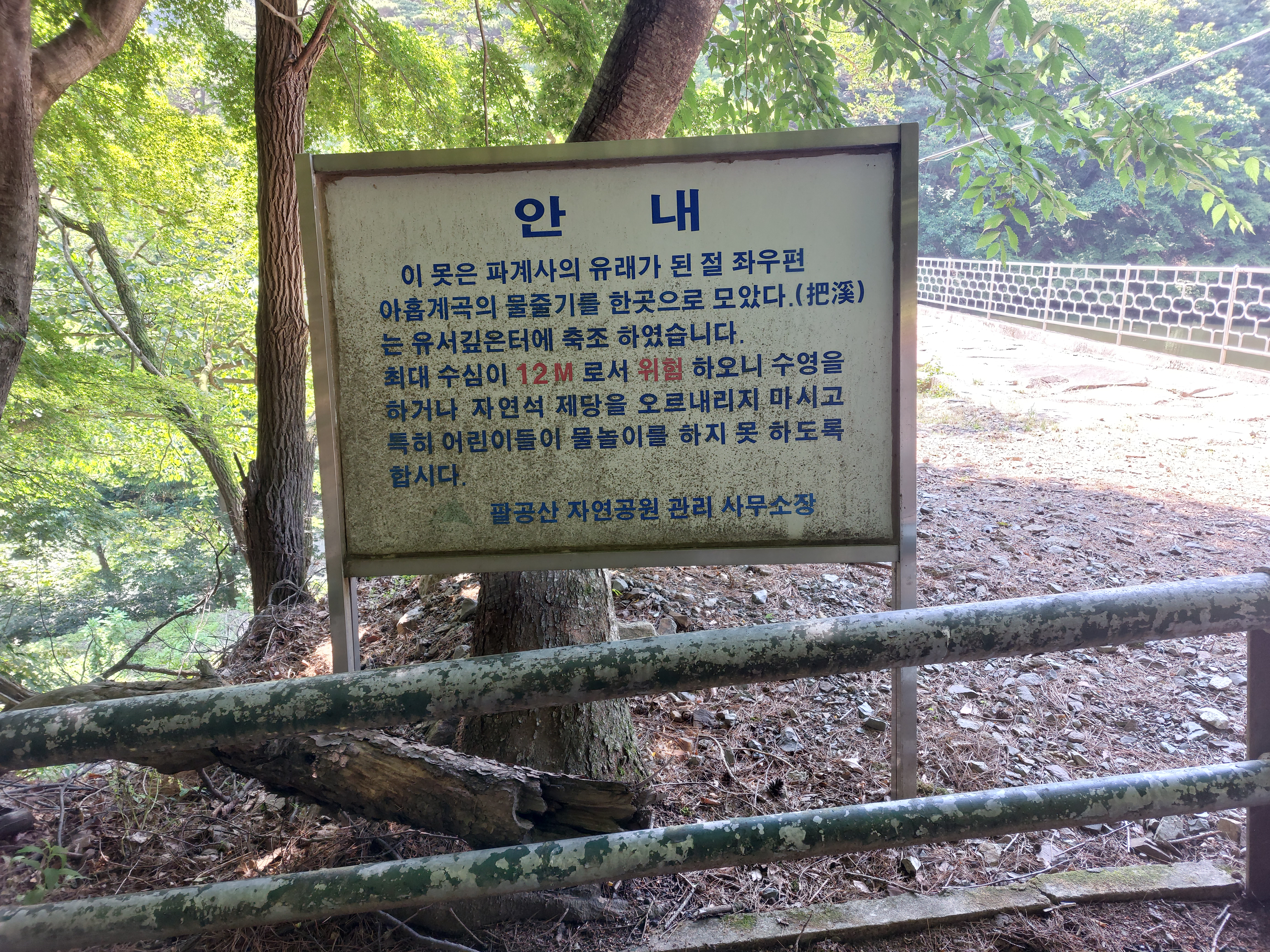
안내판

## 지정 문화재
| 종목                 | 명칭                                 | 시대 | 지정일     | 비고 |
| -------------------- | ------------------------------------ | ---- | ---------- | ---- |
| 보물 제992호         | 대구파계사건칠관음보살좌상및복장유물 | 조선 | 1989.04.10 |      |
| 보물 제1214호        | 파계사영산회상도                     | 조선 | 1995.01.10 |      |
| 중요민속자료 제220호 | 영조대왕의 도포                      | 조선 | 1987.11.23 |      |

## 대중교통
101번, 101-1번, 칠곡3번(1일 2회)이 파계사 입구까지 운행된다. 종점은 팔공산 순환도로변 파계삼거리 파계사입구 주차장에 있다.

## 암자
- 성전암